# Abbaye de Cîteaux
Vous lisez un « article de qualité » labellisé en 2008.
Pour les articles homonymes, voir Abbaye de Cîteaux (homonymie).
L’abbaye Notre-Dame de Cîteaux est l'abbaye fondatrice de l'ordre cistercien. Elle est située sur le territoire de la commune de Saint-Nicolas-lès-Cîteaux, canton de Nuits-Saint-Georges, dans le département de la Côte-d'Or, en Bourgogne-Franche-Comté. Sa construction est de style gothique et d'architecture classique du XIe siècle.
Elle fut fondée en 1098 dans le duché de Bourgogne par Robert de Molesme, abbé de l'abbaye Notre-Dame de Molesme, dédiée à Marie, mère du Christ, et placée sous la protection des ducs de Bourgogne.
Dépendant directement des États pontificaux par droit pontifical, l'Ordre cistercien est officiellement approuvé le 23 décembre 1119 par la Carta Caritatis (Charte de charité et d’unanimité) du pape bourguignon Calixte II, pour répandre et faire appliquer la Réforme grégorienne dans tout l’Occident chrétien, durant la Renaissance du XIIe siècle, en faisant de Cîteaux l'abbaye mère fondatrice de plus de deux mille monastères dans le royaume de France mais aussi dans tout l'Occident chrétien, jusqu'en Transylvanie, où le monastère de Cârța était la plus orientale des abbayes cisterciennes médiévales d'Europe. L'abbaye de Cîteaux est un centre spirituel majeur qui influence profondément durant plus de sept siècles la vie spirituelle, économique et sociale de l’Occident chrétien au Moyen Âge, avec un retour au respect plus rigoureux de la règle de saint Benoît, par rapport à celle appliquée par le puissant ordre de Cluny, notamment à l'abbaye voisine de Cluny. Ce nouvel ordre monastique connait un essor considérable dans toute l'Europe grâce au moine bourguignon emblématique Bernard de Clairvaux (1090-1153).
À la suite de la Révolution française, lors de la confiscation des biens du clergé et de la noblesse, l’abbaye, ses biens et son domaine terrien de plus de 13 000 hectares sont confisqués et en grande partie détruits ou vendus à titre de bien national en 1791. Depuis 1898, une vingtaine de Cisterciens-Trappistes de l'Ordre cistercien de la stricte observance (OCSO) l’occupent à nouveau. Elle a retrouvé son rang d'abbaye tête de l'ordre des Cisterciens-Trappistes, et perpétue sa longue histoire et sa tradition. Elle est classée aux monuments historiques depuis 1978.

## Historique

### Fondation
Selon la tradition, l’histoire de Cîteaux commence le 21 mars de l’année 1098, jour doublement symbolique (fête de saint Benoît et dimanche des Rameaux).

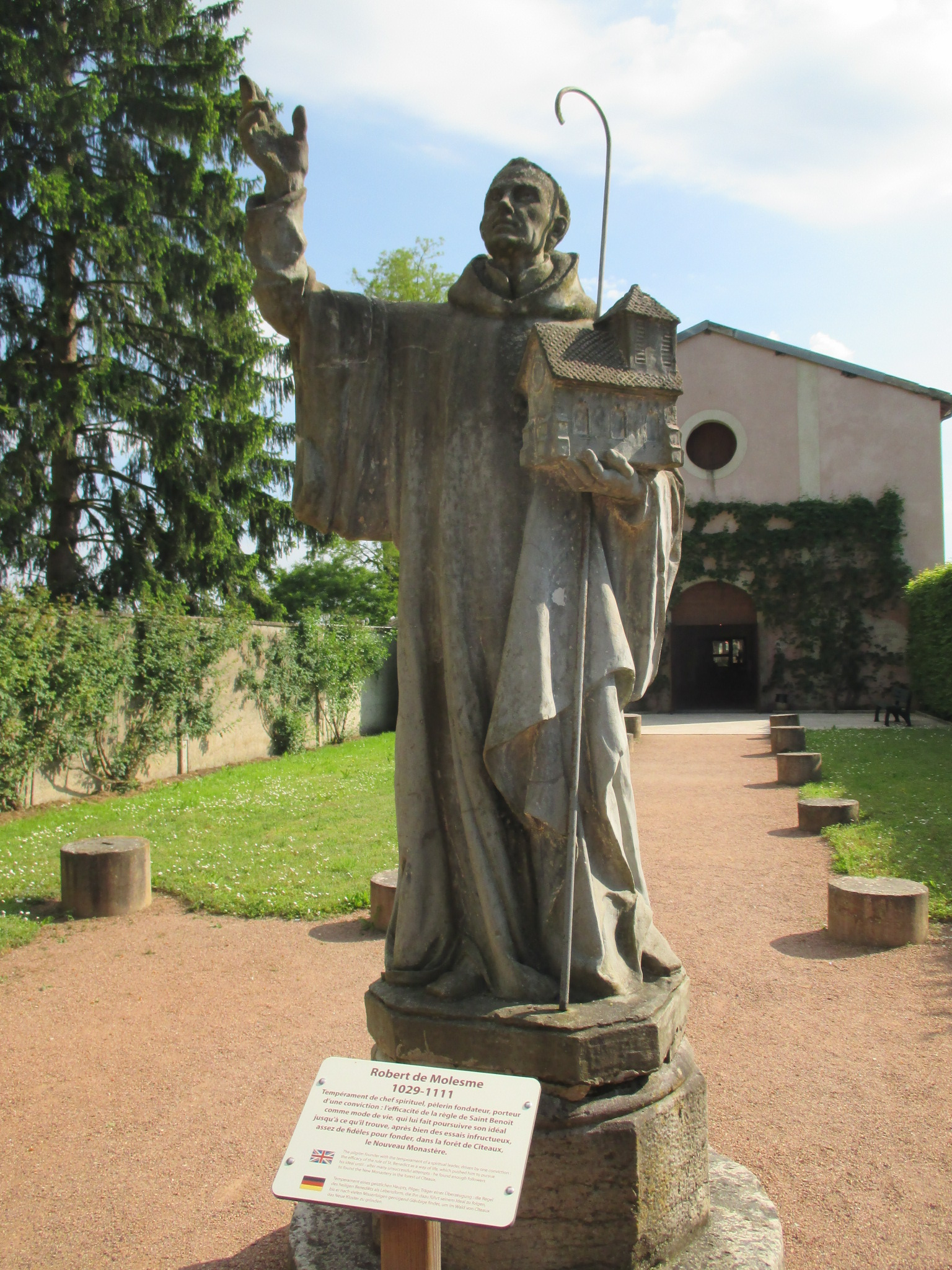
Robert de Molesme, abbé fondateur.
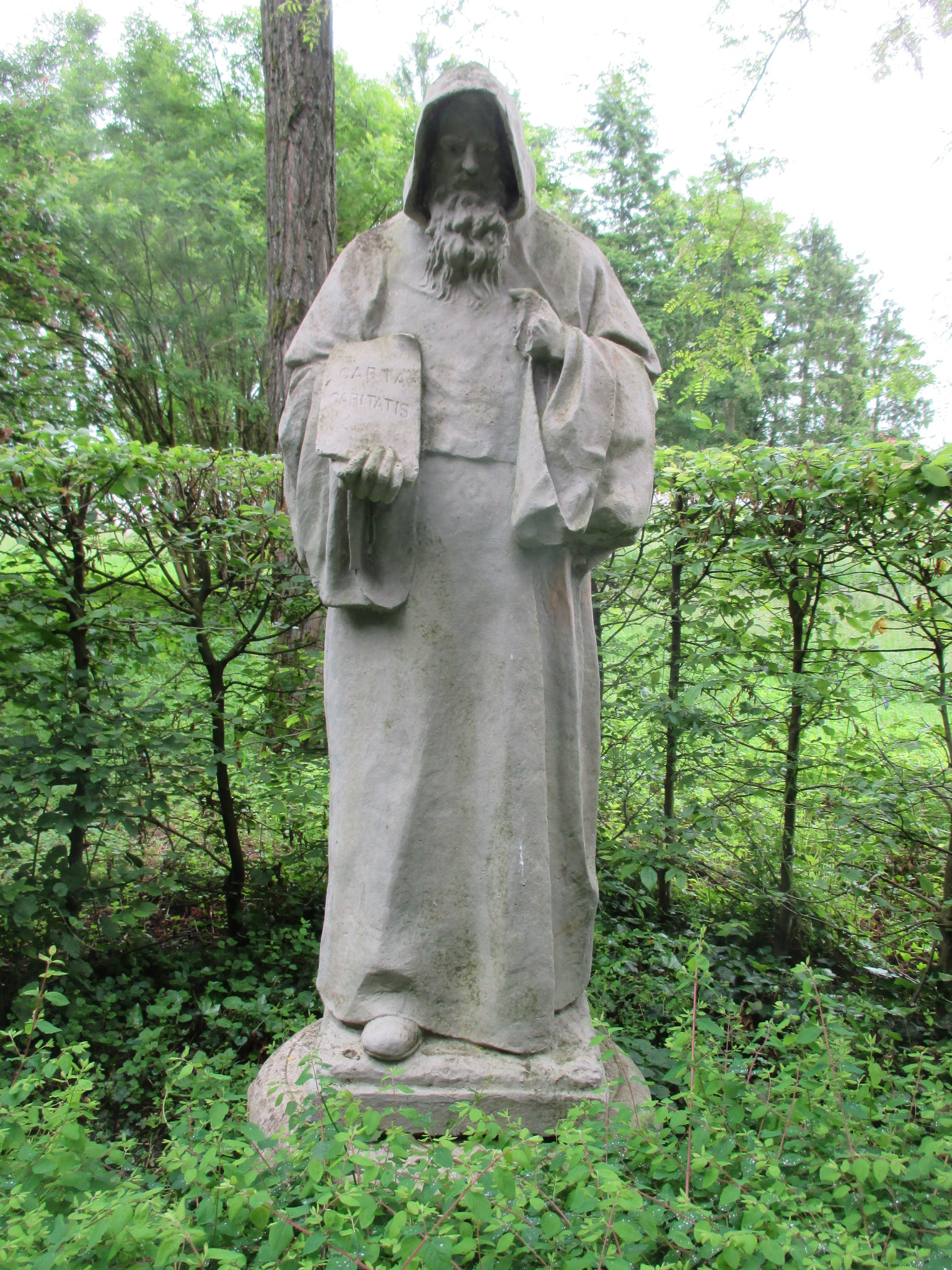
Étienne Harding, 3e abbé fondateur.
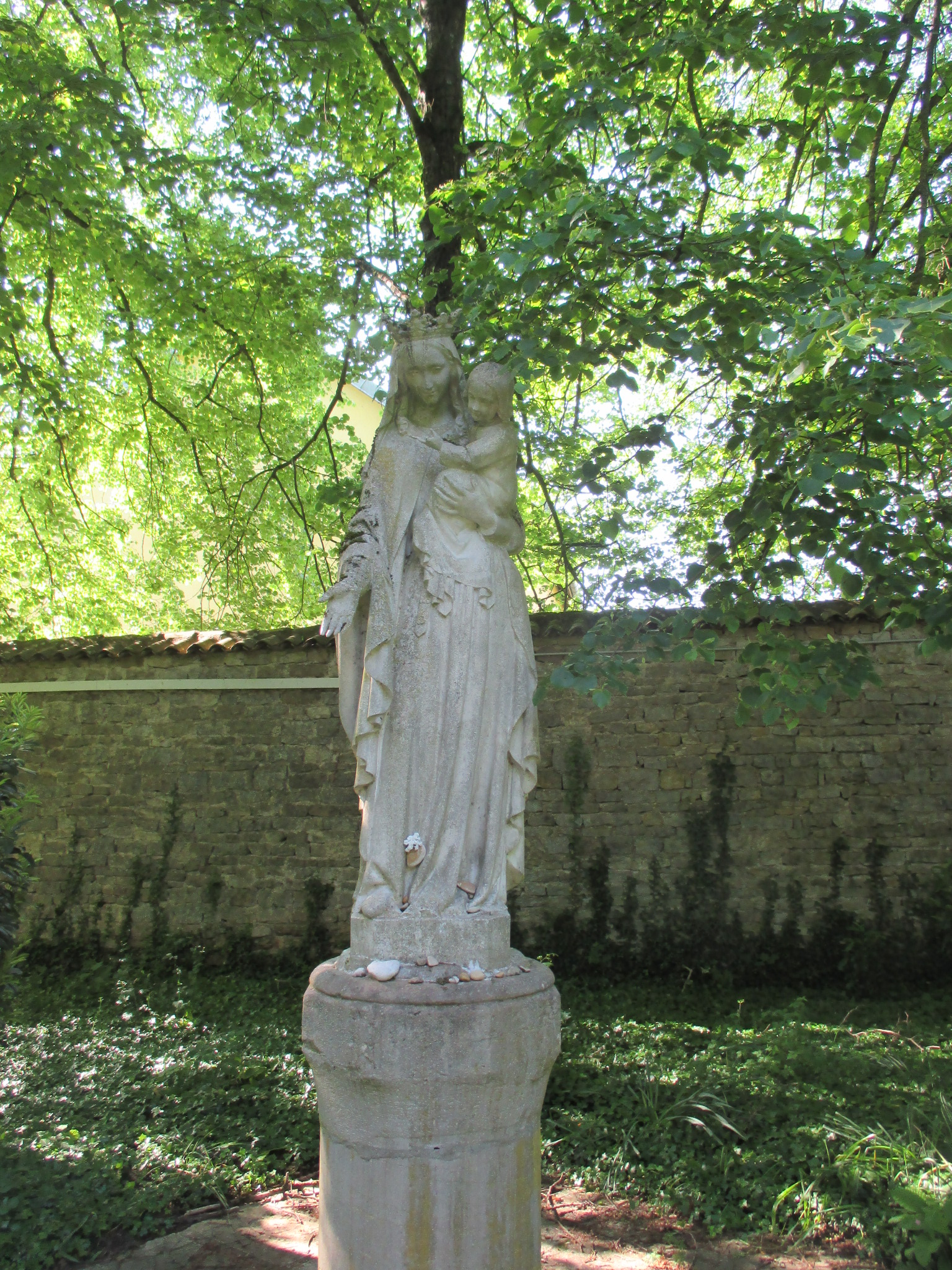
Marie, mère du Christ.
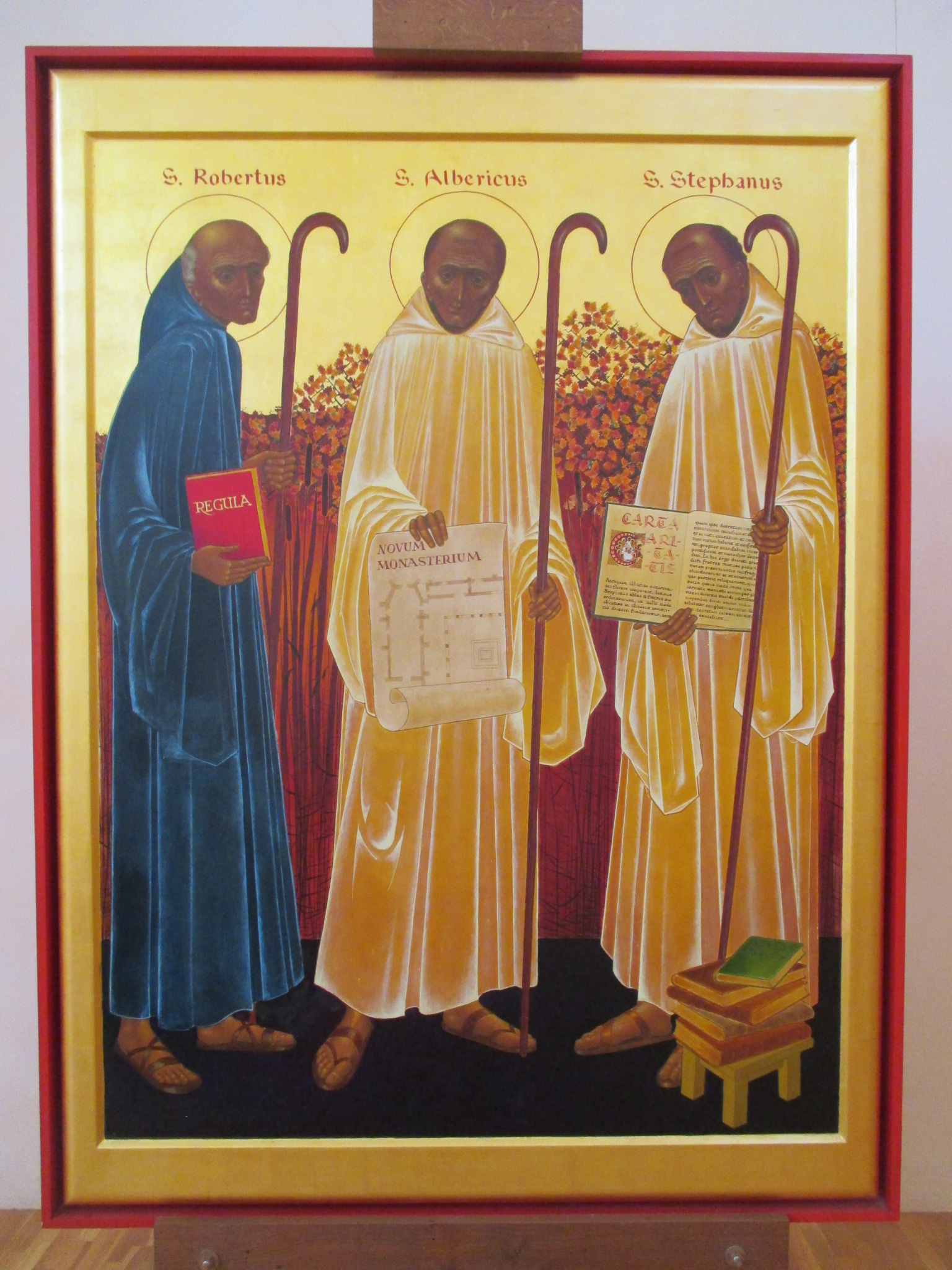
Les trois abbés fondateurs Robertus, Alberticus, Stephanus.
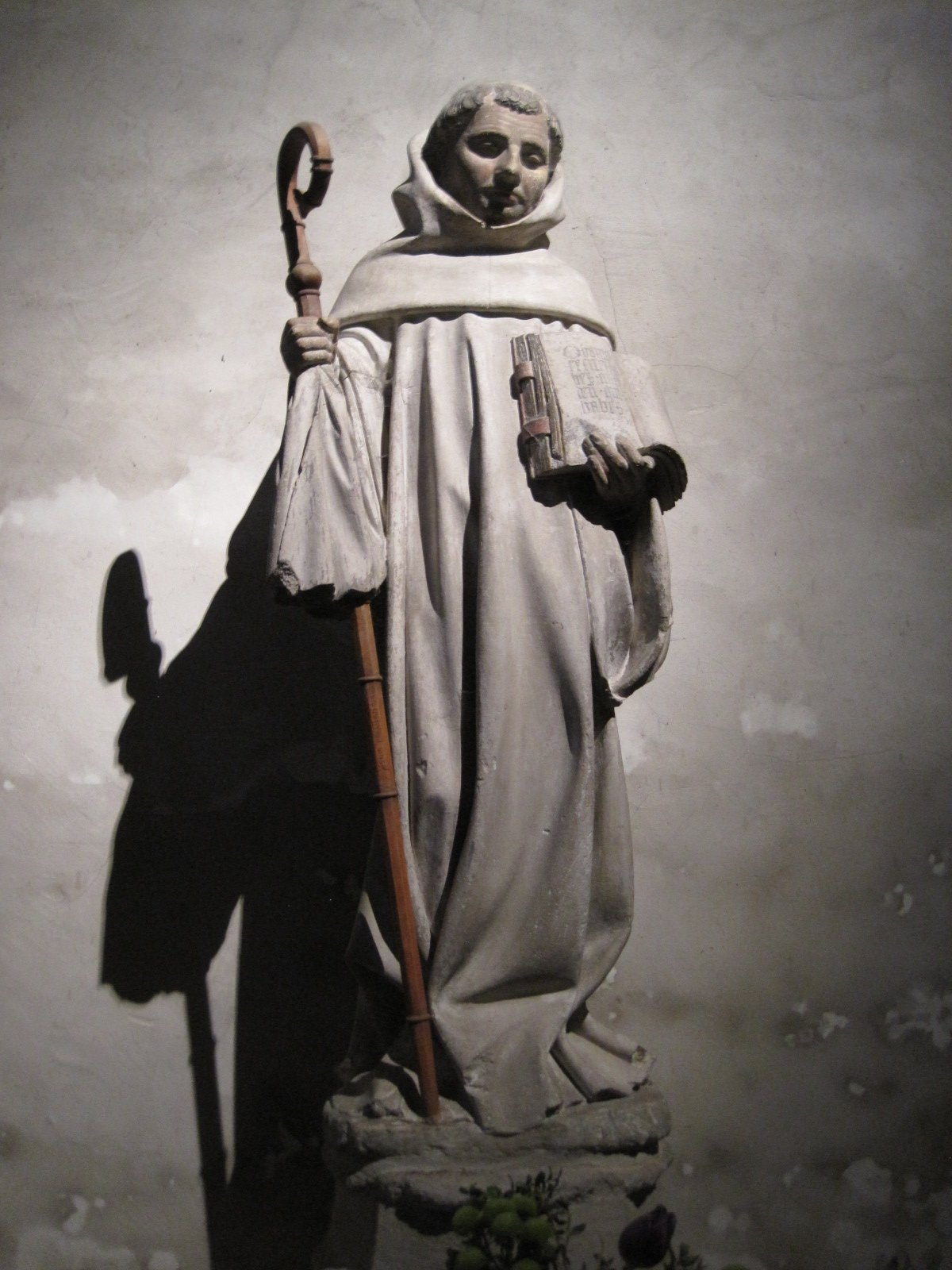
Bernard de Clairvaux.
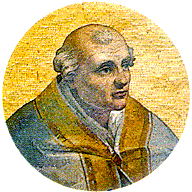
Calixte II, pape signataire de Carta Caritatis de l'ordre de Cîteaux.

Ayant quitté ce jour-là l'abbaye Notre-Dame de Molesme avec l’autorisation du légat Hugues de Die, archevêque de Lyon, un petit groupe de vingt-et-un moines, conduit par Robert de Molesme, apparenté à la grande famille des sires de Maligny, novice de l'Abbaye Saint-Pierre de Montier-la-Celle, abbé de l'abbaye Saint-Michel de Tonnerre, prieur de l'Église Saint-Ayoul de Provins, abbé fondateur de l'Abbaye Notre-Dame de Molesme..., arrive dans l’alleu de Cîteaux pour y appliquer la Réforme grégorienne, et vivre dans l’esprit de prière et de pauvreté originelle de la règle écrite par Benoît de Nursie au VIe siècle.

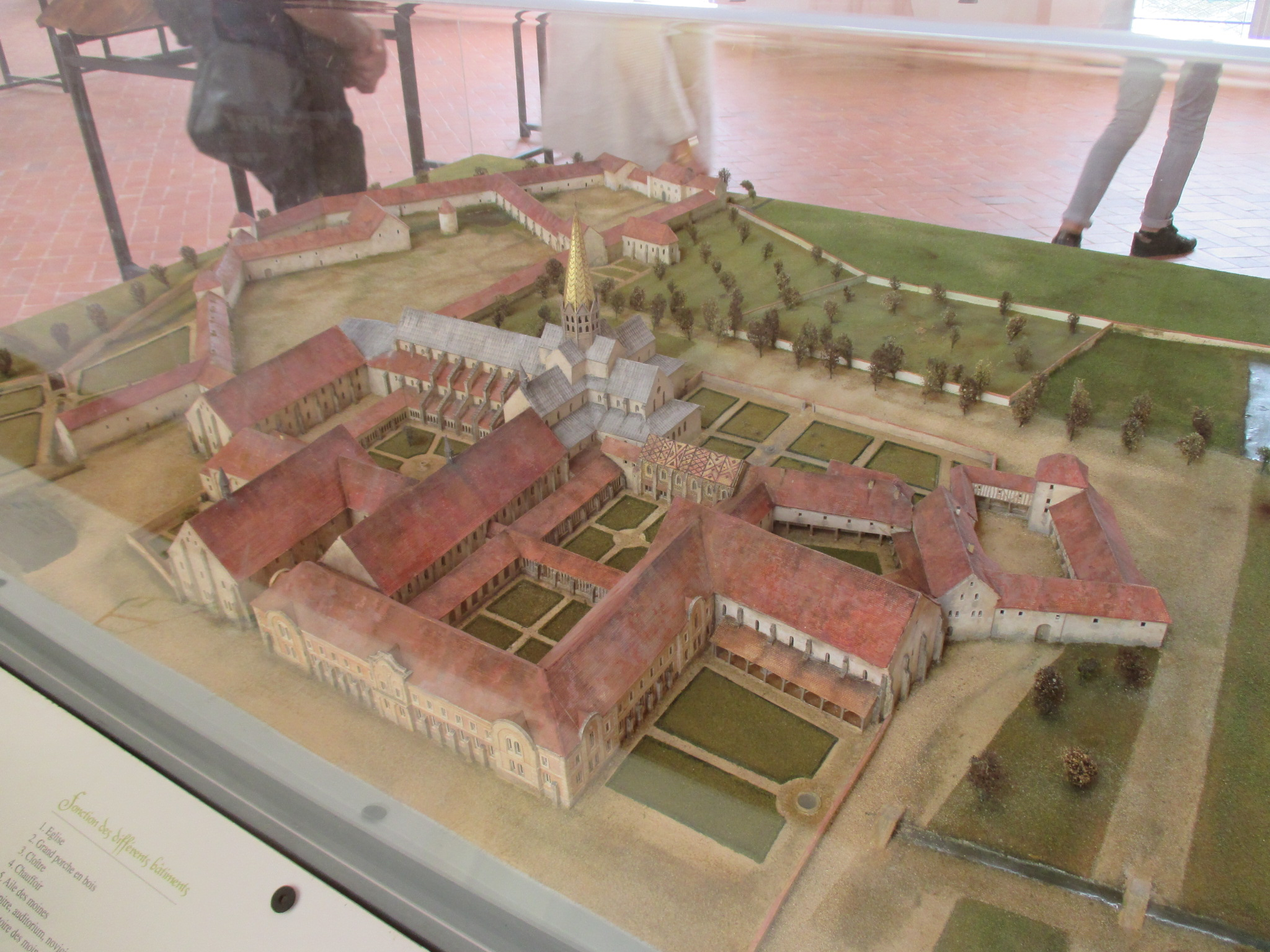
Maquette de l'abbaye au XVIIe siècle.
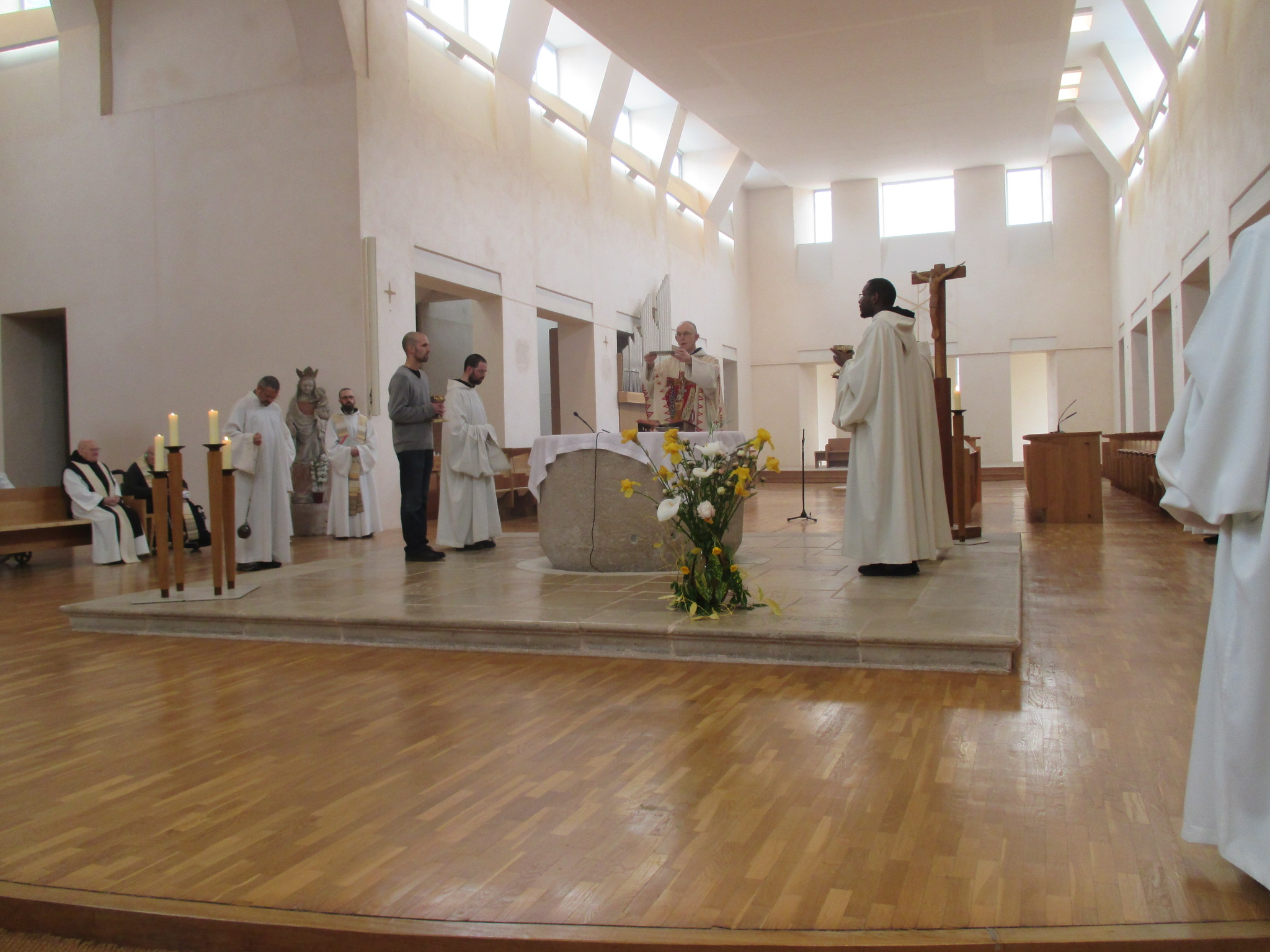
Messe dominicale.
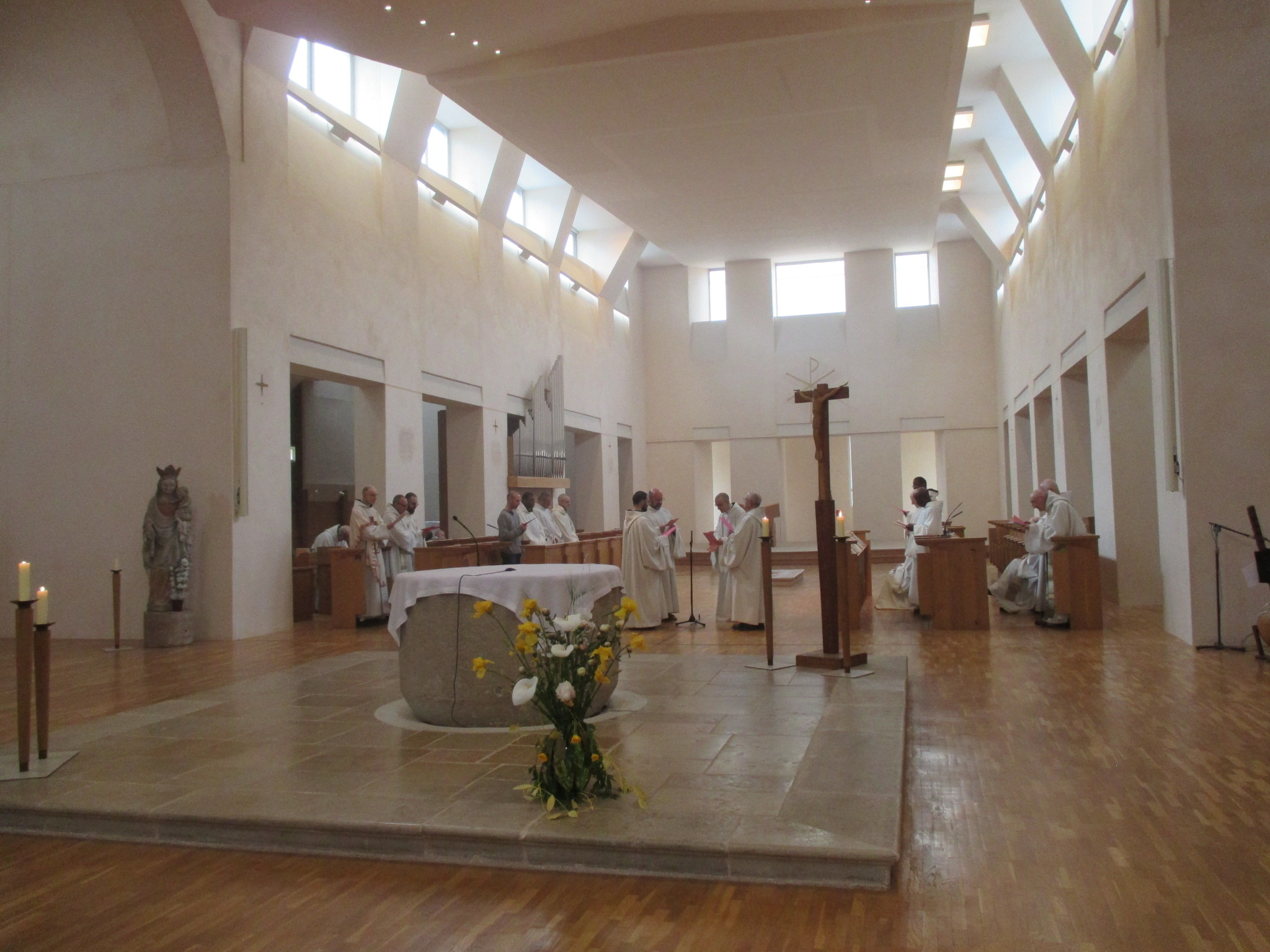
Chants liturgiques (chant grégorien).
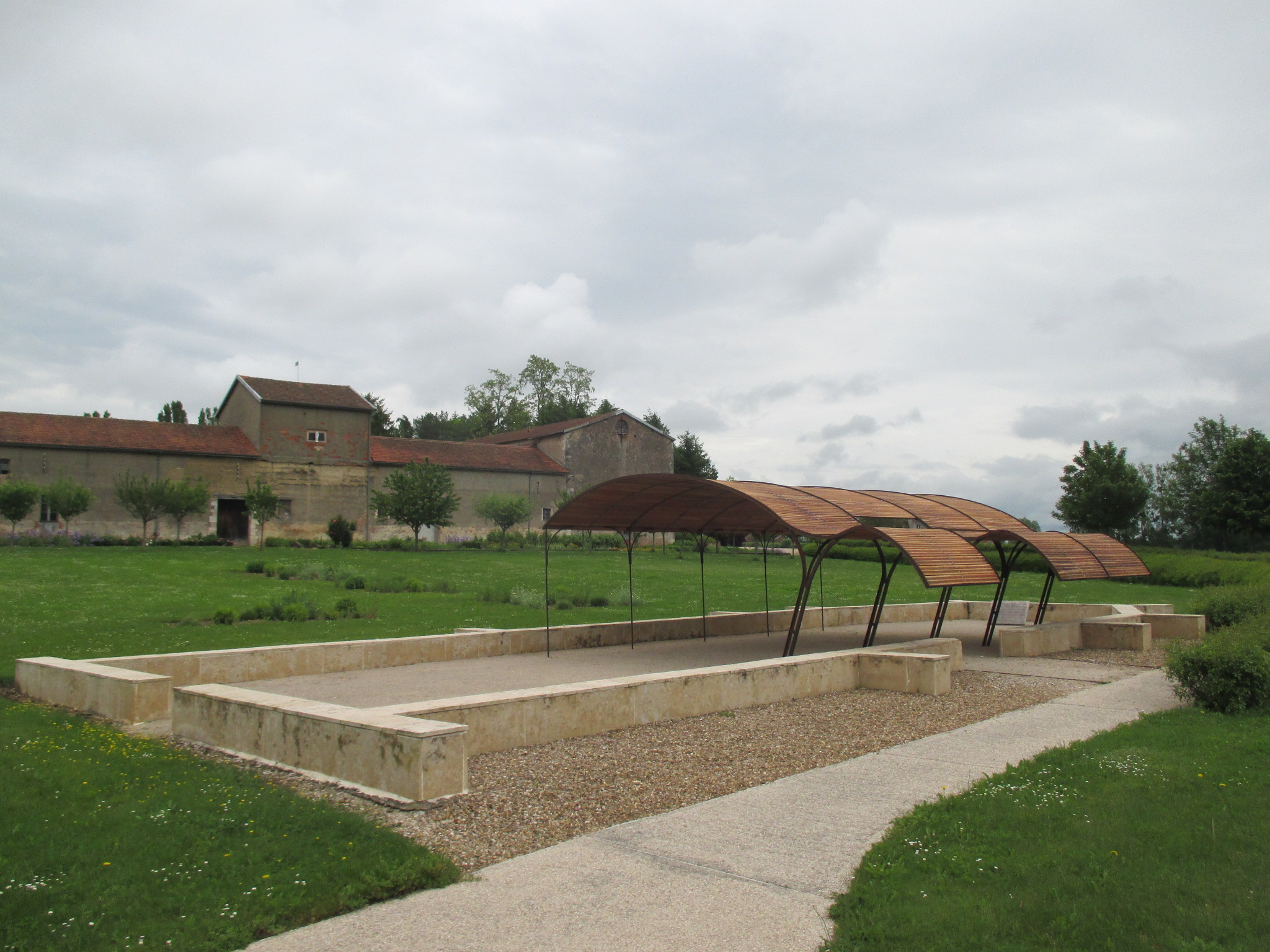
Emplacement de la première église historique de Cîteaux, consacrée 1106 par l’évêque de Chalon.

Selon la légende, Robert et ses disciples trouvent dans le bas-pays dijonnais, entre la Côte de Nuits et le Val de Saône, dans une contrée peu peuplée, boisée, aux eaux dormantes, un lieu inculte, peu accueillant, hostile même, mais permettant la construction de bâtiments. En réalité, ce domaine cultivé est un petit village de serfs doté d'une église : propriété du vicomte Renard de Beaune (un cousin de Robert) provenant du patrimoine de sa femme Hodierne, elle est concédée par cette famille qui renonce à ses droits laïcs pour la rémission de ses péchés et ceux de ses ancêtres.

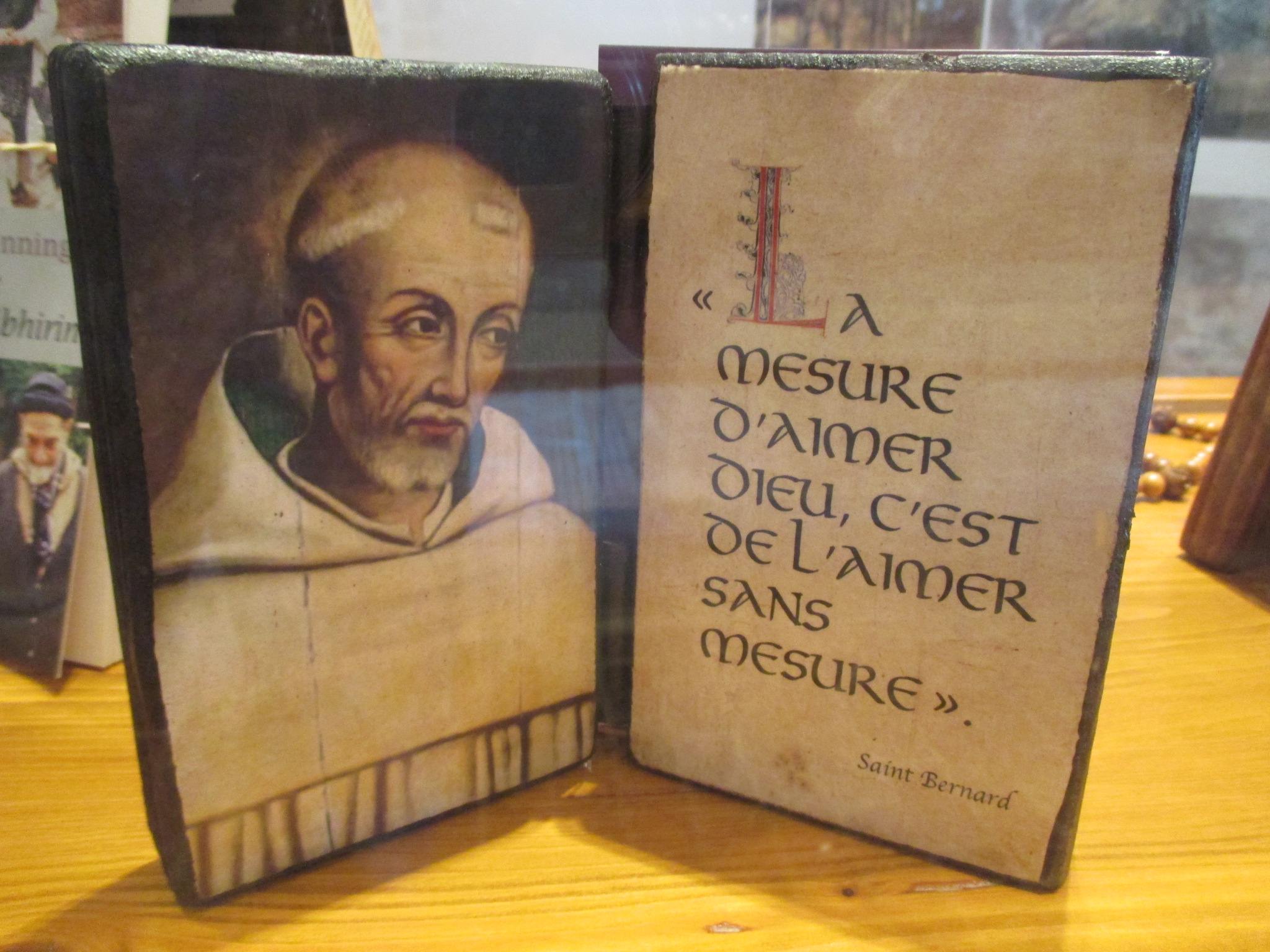
« La mesure d'aimer Dieu, c'est de l'aimer sans mesure », citation de Bernard de Clairvaux.
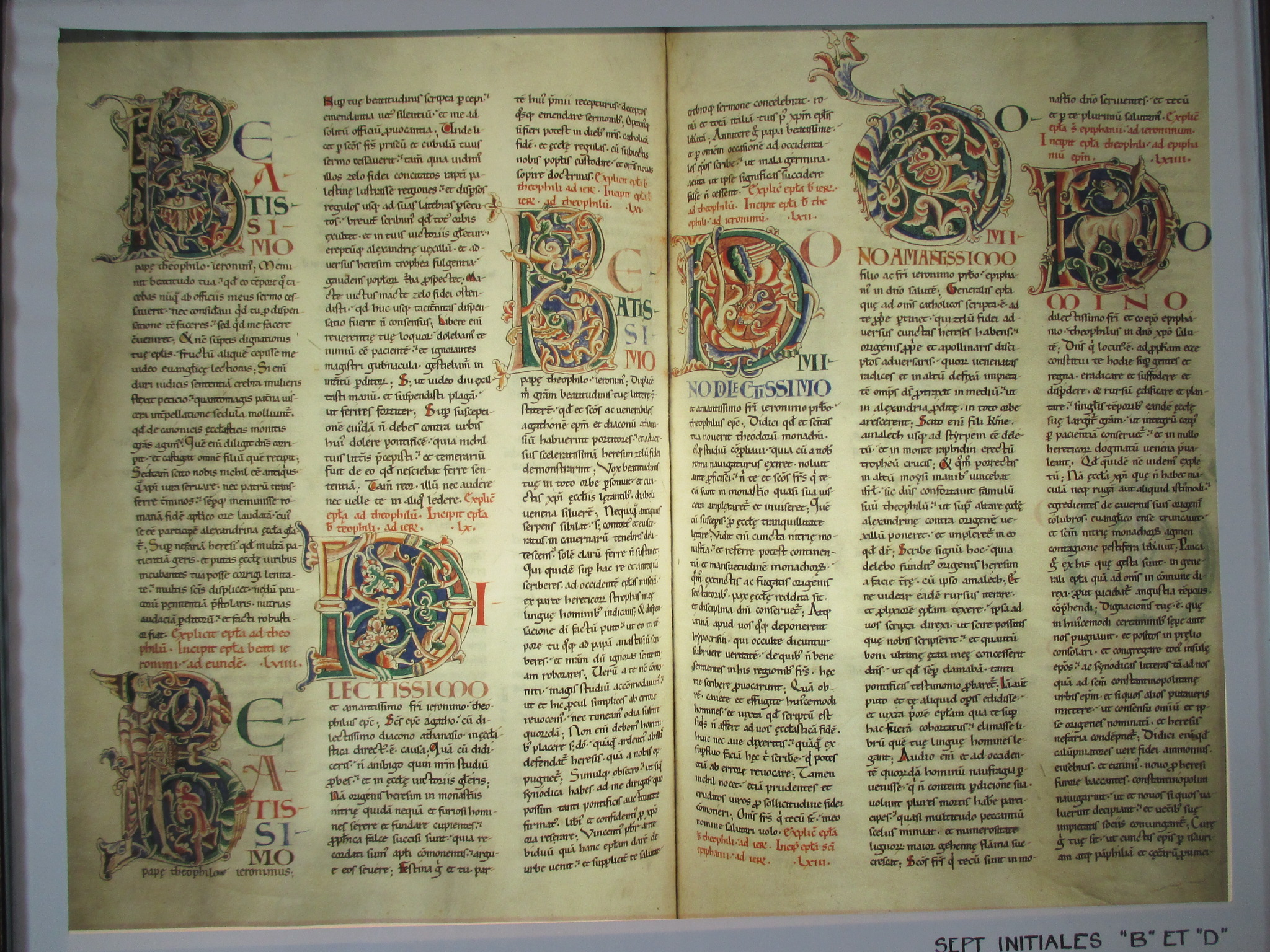
Manuscrit et enluminure de l'ancien scriptorium.
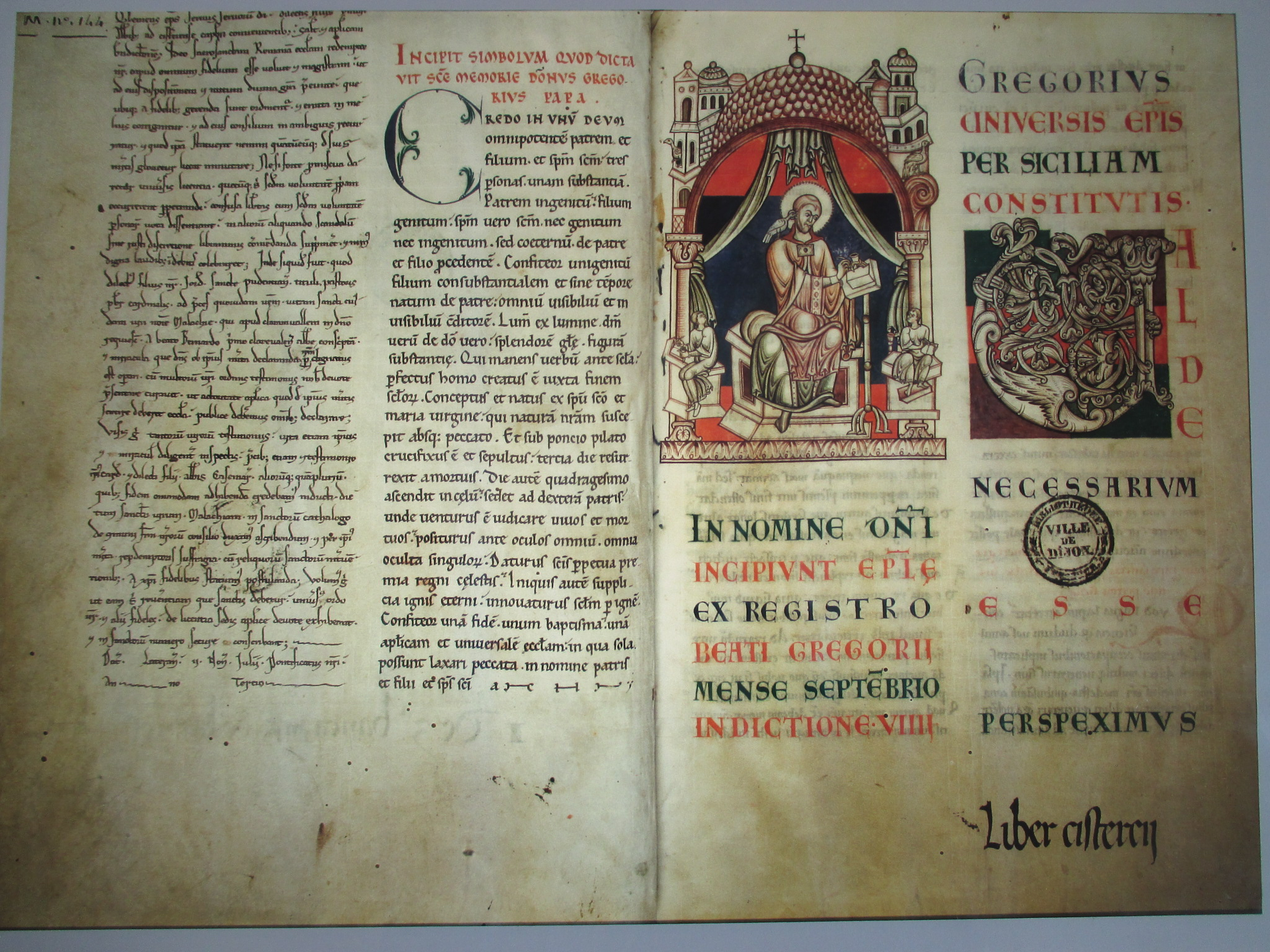
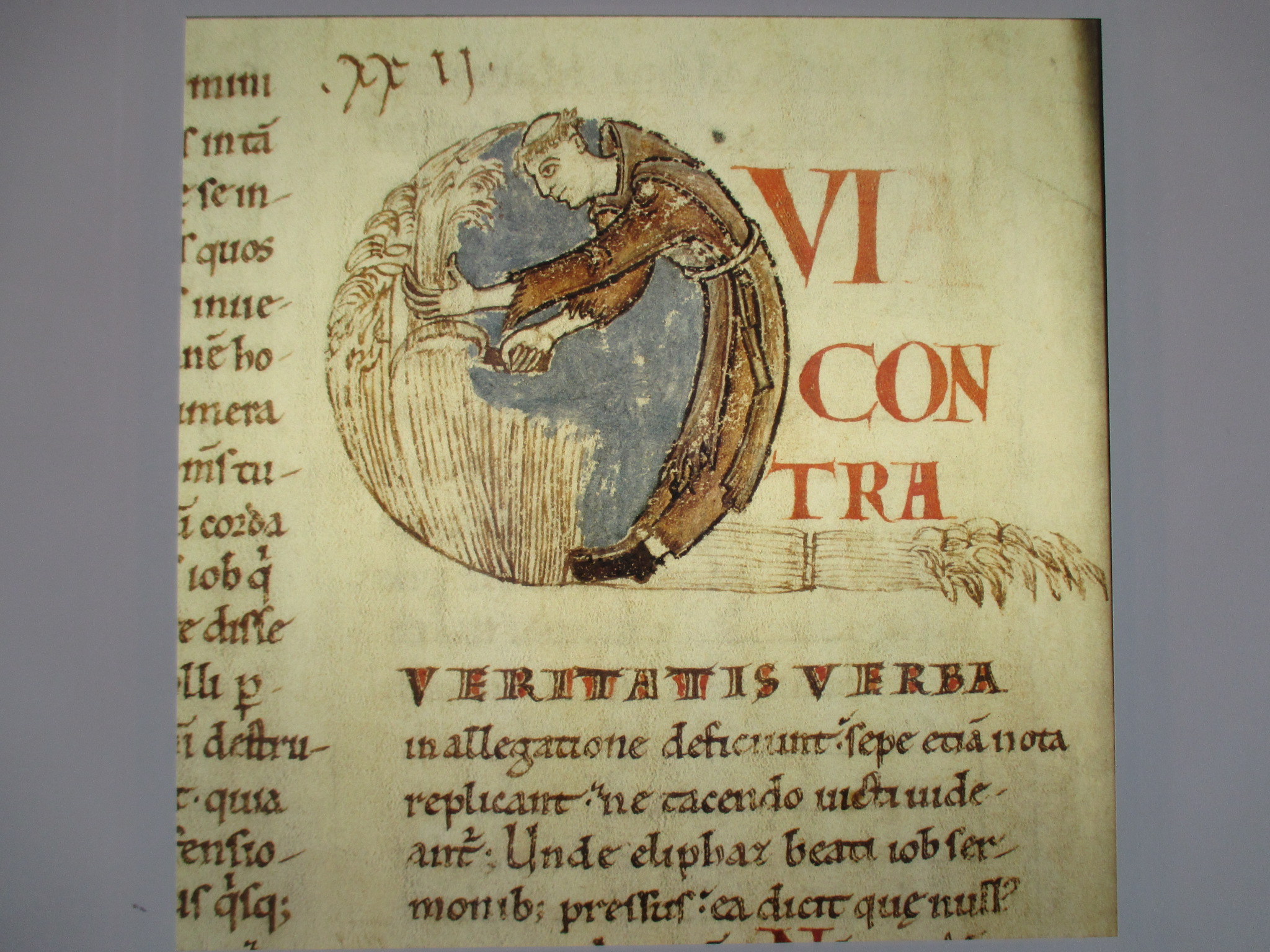

Les terres peuvent assurer la subsistance des moines, tout en leur offrant l’isolement et le silence propices au recueillement et à la paix monastique. Ce lieu que le Grand Exorde a qualifié du nom de « désert » est ainsi une concession de Renard qui se réserve toutefois des terres labourables.
Le duc de Bourgogne Eudes Ier (ou Borrel), confirme la donation à Robert de Molesme et apporte son concours financier pour la construction au lieu-dit de la Petite Forgeotte, non loin du Puits Saint-Robert, d’un novum monasterium et de ses dépendances. Bien modeste est à l’origine l’habitat des fondateurs de ce « Nouveau Monastère », fait de fragiles constructions de bois, qui ne sont entreprises qu’après que Gauthier, évêque de Chalon-sur-Saône, accorde à Robert toute juridiction sur les lieux.

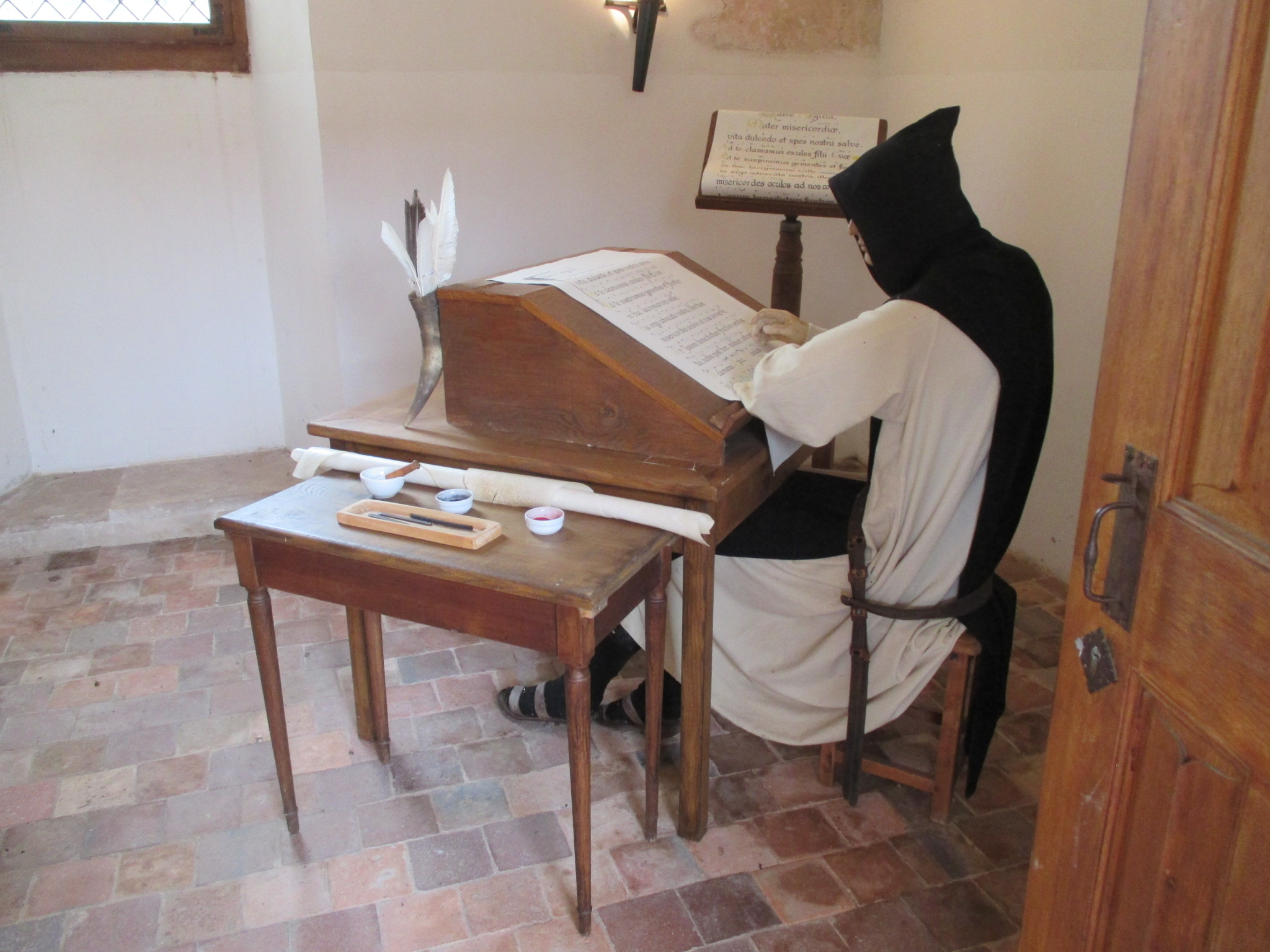
Ancien scriptorium.
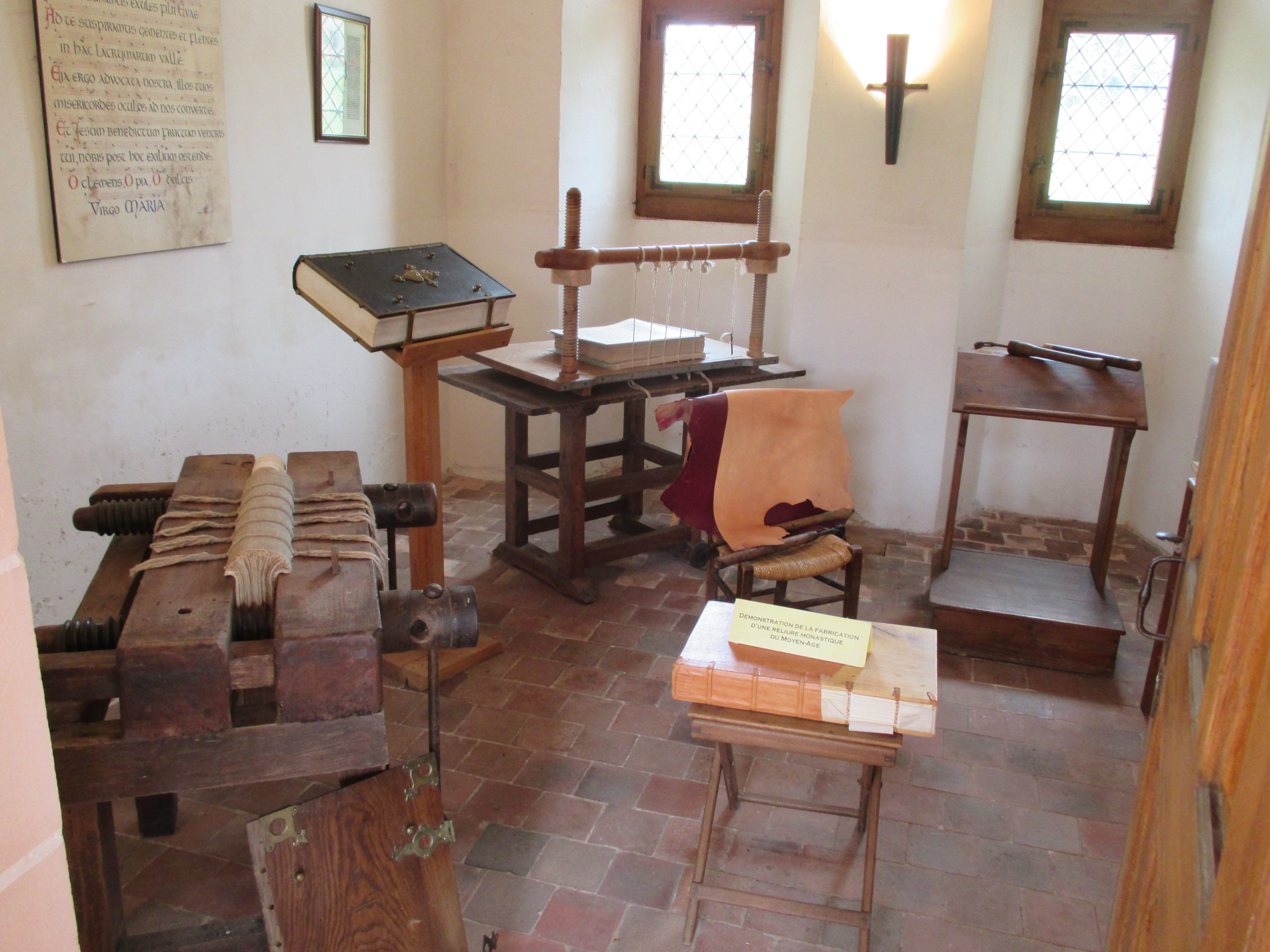
Ancien atelier de reliure.
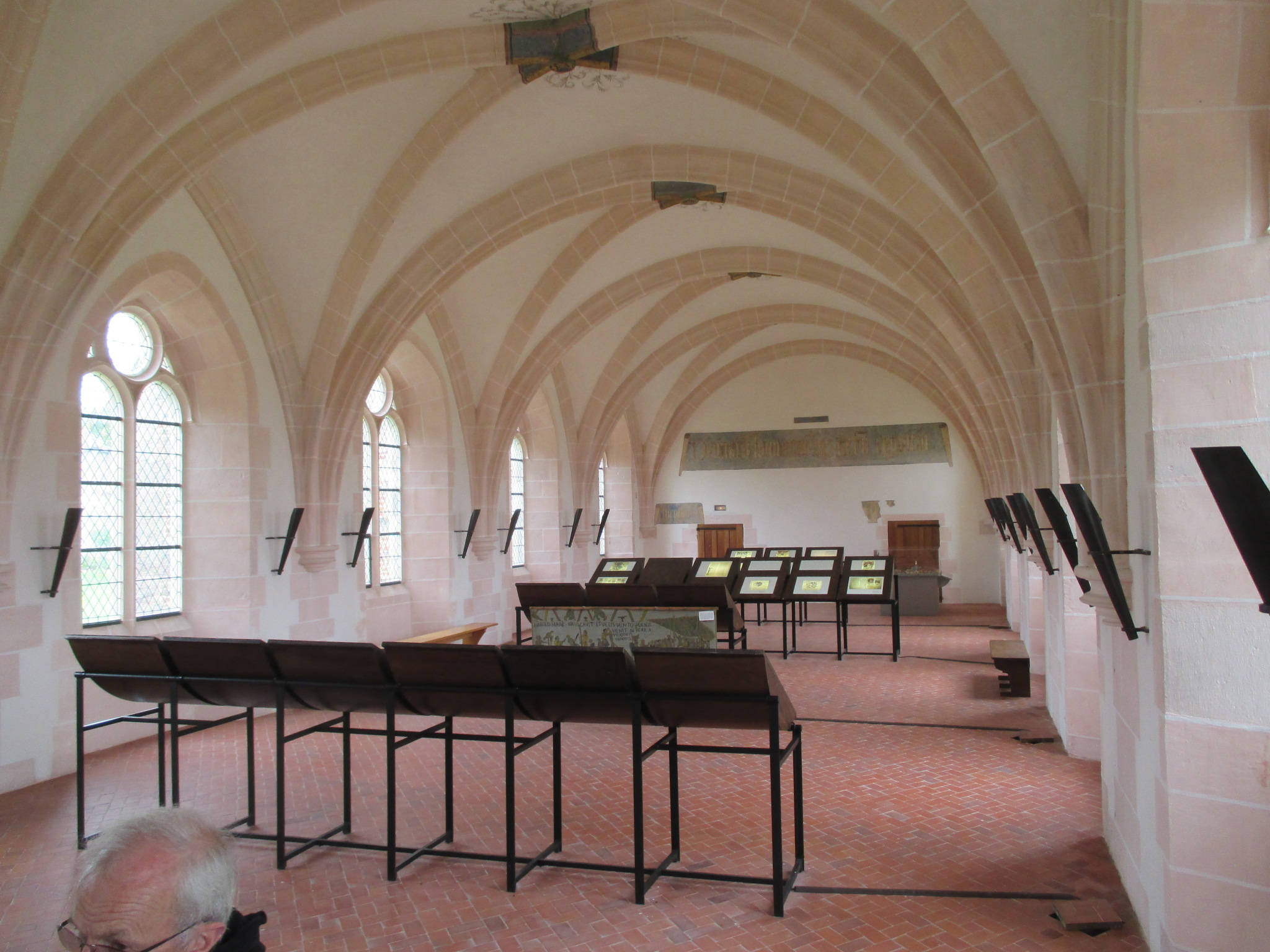
Ancienne bibliothèque.
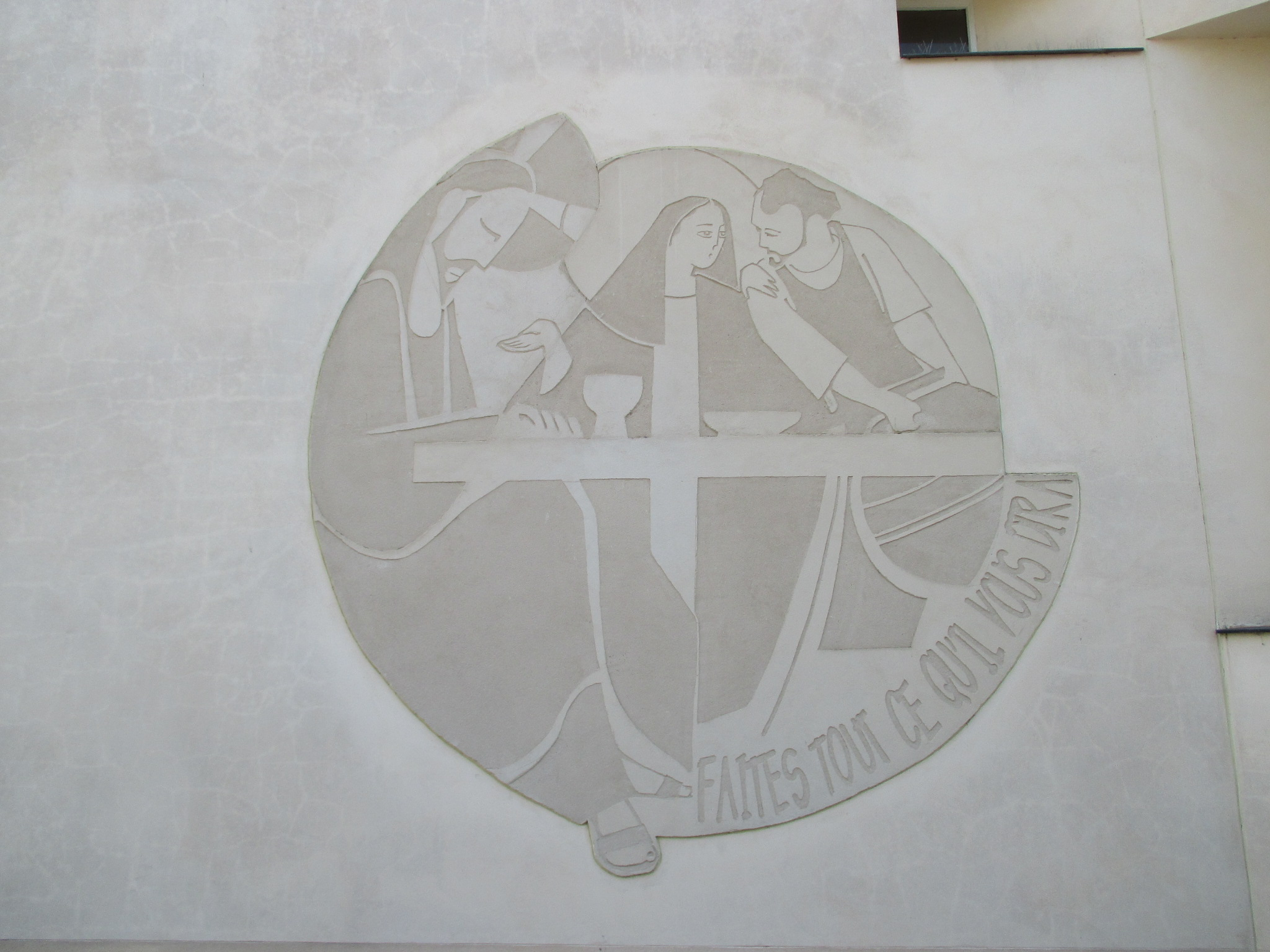
« Faites tout ce qu'il vous dira », Marie, mère du Christ.
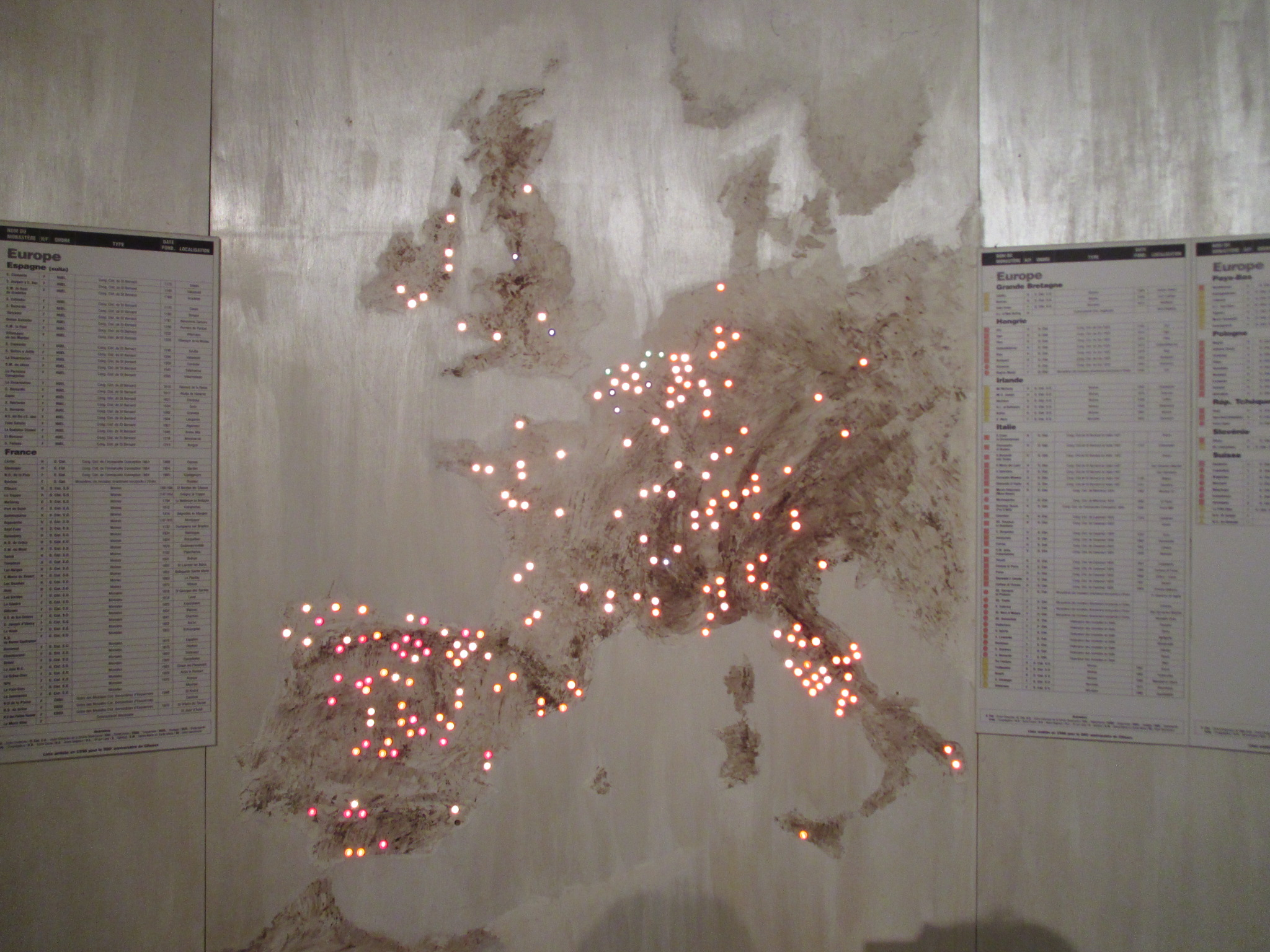
Abbayes cisterciennes actuelles en Europe.
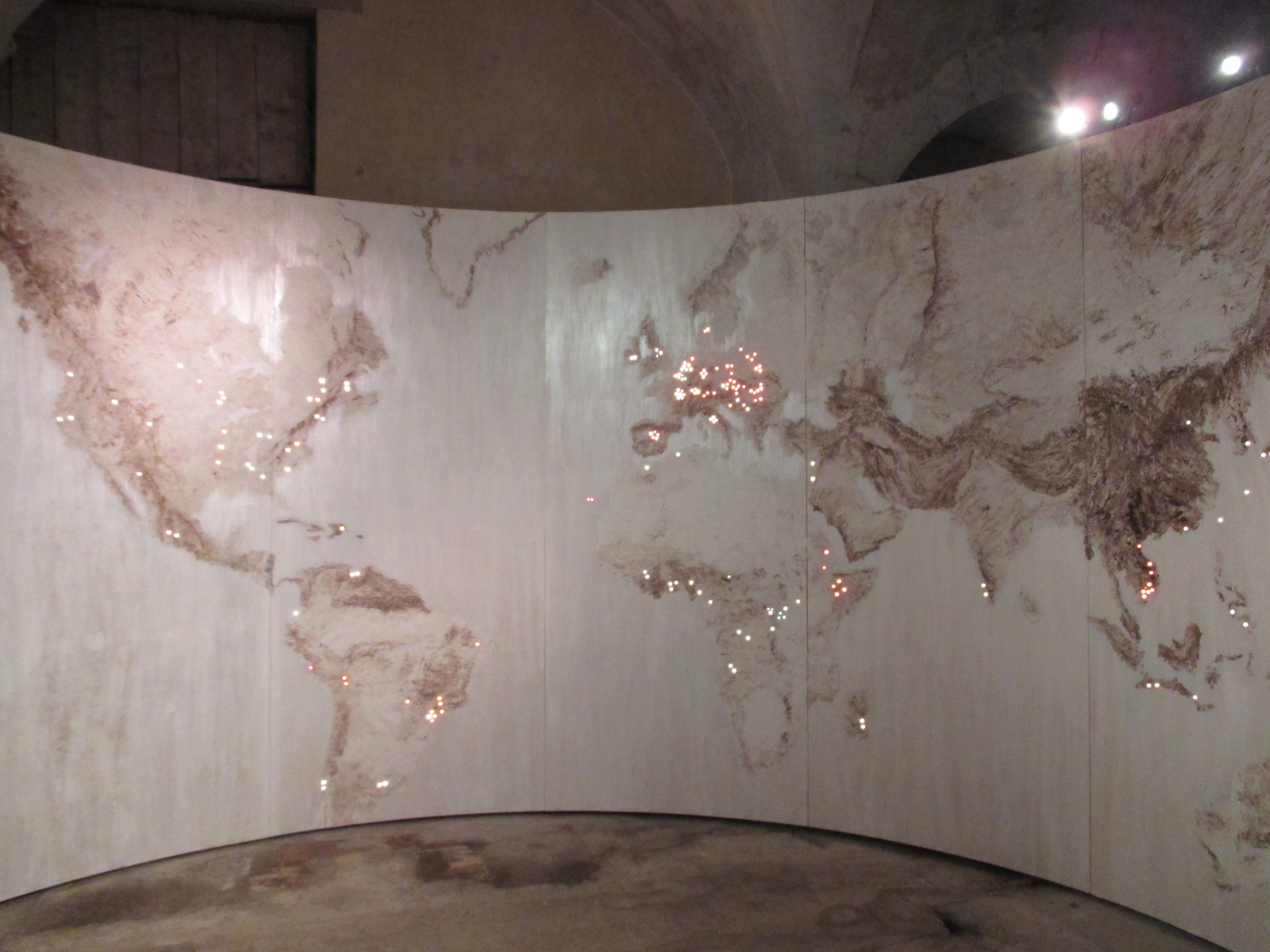
Abbayes cisterciennes actuelles dans le monde.

### Première période

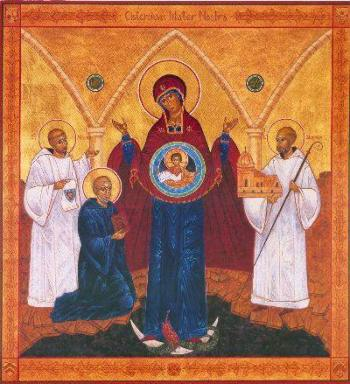
Les trois fondateurs de Citeaux : Robert, Aubry, et Étienne Harding. Cette peinture commémore et décrit la fondation en 1098, montrant les trois fondateurs vénérant la Vierge Marie.

Les premiers moments des fondateurs sont difficiles. Les forces nécessaires à la mise en valeur des terres dépassent celles qu’ils ont à offrir. Les disciples de Robert souffrent d’une pauvreté extrême et suscitent par leur total dénuement charité et miséricorde. Eudes Ier fait preuve de générosité et le pape Pascal II, par la bulle Desiderium quod du 19 octobre de l’année 1100, accorde sa protection au nouveau monastère. Le duc de Bourgogne fournit aux moines de grands biens pour la construction et cède de nouveaux fonds pour la nourriture et l’entretien des religieux.
Ce soutien permanent l’a fait regarder comme le fondateur de cette abbaye.
Mais les difficultés d’approvisionnement en eau du site initialement choisi obligent Aubry, († 26 janvier 1109), successeur de Robert après juillet 1099, et sa communauté à s’installer deux kilomètres plus au sud, où ils construisent, sans doute toujours grâce à la générosité d’Eudes, de nouveaux bâtiments dont une chapelle, qui prendra plus tard le nom de chapelle Saint-Edme.
Construite en pierre, elle est dédiée à Notre-Dame par Gauthier, évêque de Chalon-sur-Saône, le 16 novembre 1106.
Plus tard, une basilique est construite à une date que l’on place entre 1130 et 1150. Les érudits émettent l’hypothèse que la mise en place, dans une châsse, en 1124, du cœur du pape Calixte II pourrait marquer le début des travaux. Cette basilique est consacrée à la Vierge le 17 octobre 1193 par Robert, évêque de Chalon-sur-Saône. Les destructions révolutionnaires n’en ont rien laissé.
En 1109, Étienne Harding, (1060-1134) moine d’origine anglaise, homme intelligent, érudit, habile organisateur et administrateur expérimenté, qui fut du groupe des fondateurs de 1098, est élu troisième abbé du Nouveau Monastère à la mort de l’abbé Aubry (26 janvier 1109).
Aux problèmes de pauvreté auxquels il doit faire face, s’ajoutent les trop rares vocations, découragées par une réputation de trop grande austérité.
La communauté voit fondre ses effectifs : « […] et touchaient aux portes du désespoir parce qu’ils croyaient devoir rester sans successeurs. […] ».
Harding comprend qu’il doit accepter un quotidien moins extrême pour attirer de nouveaux postulants.

### Bernard et les quatre filles de l’Ordre

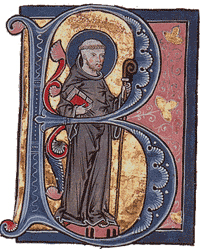
Bernard de Clairvaux, manuscrit du XIIIe siècle.

C’est en 1112 que Bernard de Clairvaux (1090-1153), alors âgé de vingt-deux ans, de noble famille, né au château et basilique de Fontaine-lès-Dijon, près de Dijon décide d’aller à la rencontre de Dieu et de vivre dans l’ascèse monastique la plus rude. Il choisit de prendre l’habit de moine à Cîteaux. Trente compagnons, parents ou amis, le suivent dans sa retraite. Dès son arrivée, la communauté connait un prodigieux essor grâce à son extraordinaire rayonnement et à son action. La personnalité charismatique de Bernard, le maître spirituel incontesté de Cîteaux, marquera l'histoire de l'Ordre durant la première moitié du XIIe siècle et attirera de nombreux convertis. La communauté devient florissante et l’espace manque pour y loger les religieux. Il faut essaimer.
Quatre colonies sont créées presque en même temps aux extrémités de la Bourgogne :
- en 1113 : La Ferté-sur-Grosne au diocèse de Chalon-sur-Saône ;
- en 1114 : Pontigny au diocèse d’Auxerre ;
- en juin 1115, Bernard lui-même est envoyé avec douze de ses compagnons pour fonder, au diocèse de Langres, sur les terres d’un cousin châtillonnais, près de Laferté-sur-Aube, l’abbaye de Clairvaux. En même temps partira une autre colonie monastique pour fonder l’abbaye de Morimond, également au diocèse de Langres.

La Ferté, Pontigny, Clairvaux et Morimond seront les quatre « filles de Cîteaux » dont sortiront les rameaux de l’Ordre cistercien.
L'influence de Bernard dans l'expansion de l'Ordre est décisive. Les quatre filles de Cîteaux ont leurs filiations, mais de Clairvaux naît le plus grand rameau de l’Ordre.
À la mort de Bernard, trois cent quarante-et-une maisons, filiales de Clairvaux sont établies. L’Ordre de Cîteaux gagne toute l'Europe : dans les provinces françaises, en Angleterre, en Allemagne, en Bohême, franchissant les Alpes et les Pyrénées. L'Ordre comptera jusqu'à sept cent quarante-deux monastères (ce nombre, fondé sur l'ouvrage de Leopold Janauschek Originum Cisterciensum, ne prend pas en compte les monastères féminins, et est donc au minimum à doubler).

### La Charte de Charité
Afin de retrouver dans toutes les fondations la même interprétation de la règle bénédictine du VIe siècle — sans y introduire un sens différent — d'une part, et de promouvoir l’union des nombreuses abbayes cisterciennes d'autre part, Étienne Harding, en collaboration avec les quatre abbés des premières filles et ses moines, rédige le texte constitutionnel fondamental de l’Ordre de Cîteaux, la Carta Caritatis, la Charte de charité.
Ce document établit un lien de charité et d'entraide entre chaque maison et inclut diverses mesures d'observance.
Le pape clunisien Calixte II, de passage à Saulieu, approuve le 23 décembre 1119 ce texte présenté par Étienne Harding. La « carta caritatis », plusieurs fois remaniée par la suite, prévoit que le pouvoir suprême n’appartient pas à l’abbé de Cîteaux, mais au Chapitre général, qui se réunit chaque année autour de la fête de la Sainte Croix (le 14 septembre) à Cîteaux, ce qui se tiendra effectivement pendant plusieurs siècles.
Placés sous la présidence de l’abbé de Cîteaux, les abbés y décident de la conduite des affaires de l’Ordre.
Elle n’empêchera cependant pas les querelles entre les membres de l’Ordre. Dès 1215, une première querelle naît entre les Premiers Pères et l’abbé de Cîteaux pour une question de préséance. La première manifestation de ces querelles intestines à l’Ordre est l’élection en 1262 de Jacques II abbé de Cîteaux ; elle se fait sans consulter les quatre Premiers Pères. Le pape Clément IV confirmera la validité de cette pratique, qui permettra aux moines de Cîteaux d’élire seuls leurs abbés. Au sein même de Cîteaux, des discordes apparaissent et l’élection d’un nouvel abbé est souvent un moment de compétition qui n’améliore pas la situation.
En 1150, Gérard II, comte de Vaudémont, fait appel aux pères de l'ordre de Cîteaux qui viennent s'installer à Chaligny en un lieu nommé Ferrière. Ils en sont chassés par les habitants en 1159 et s'installent à Clairlieu où ils fondent une abbaye sur un terrain qui leur est donné par Mathieu Ier, duc de Lorraine.

### Le Chapitre général cistercien

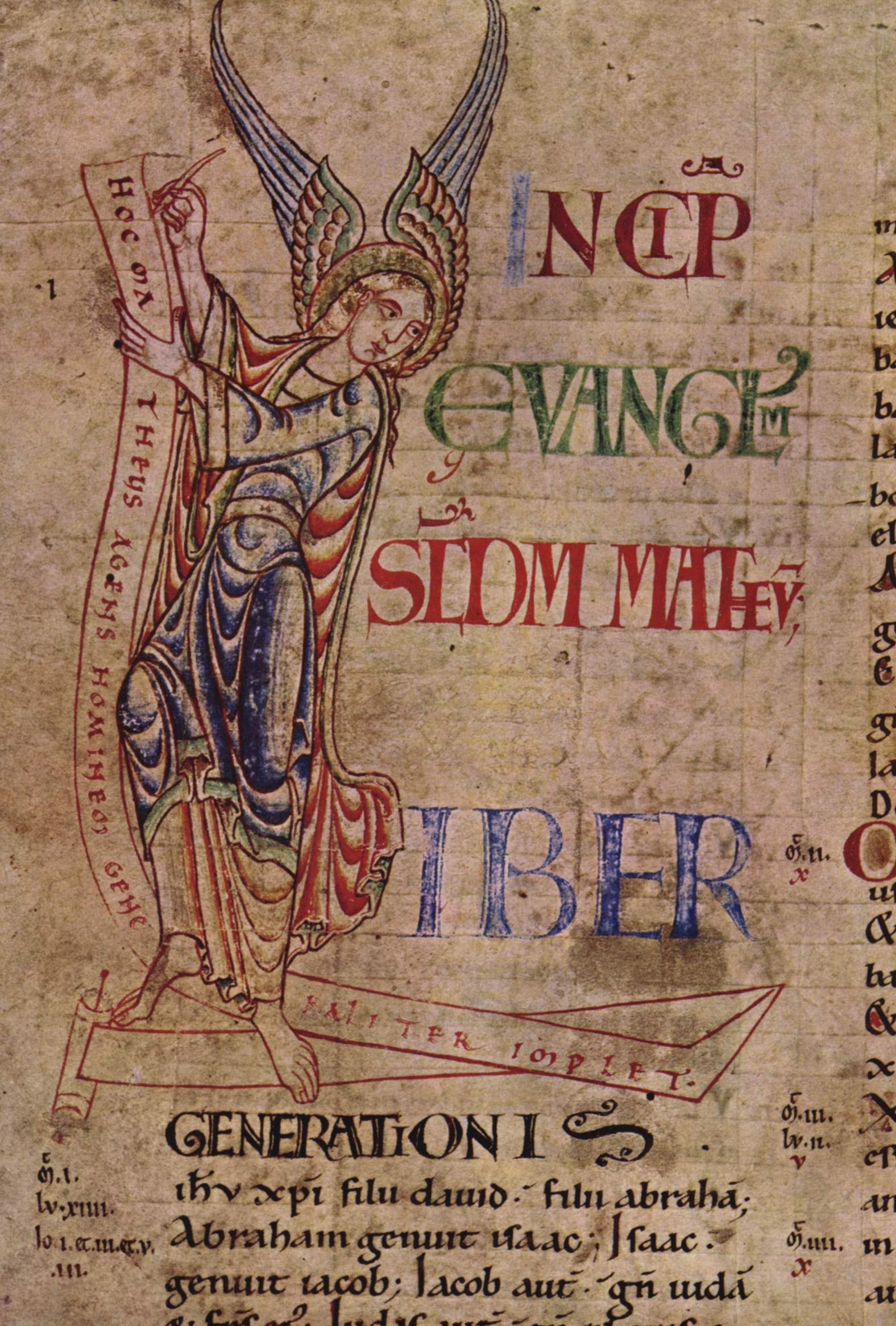
Folio de la Bible d'Étienne Harding, 1110,, Dijon, bibliothèque municipale.

Le premier Chapitre général a lieu en 1119. Il se tient sous la présidence d’Étienne Harding, qui continue à les présider jusqu’en 1134. Le nombre croissant de capitulants atteste de la rapide croissance de l’ordre, même si, dans les débuts, les abbés des maisons éloignées sont dispensés de s'y rendre chaque année. S’ils ne sont que dix abbés en 1119, ils s'en compte soixante-dix en 1134 et deux cents en 1147. Aux XIIe et XIIIe siècles le nombre de capitulants aurait pu être de l’ordre de trois cents. Le nombre de six cents participants dut être atteint en comptant maîtres et familiers en 1605, quatre cents en 1609, deux cents en 1667. Pour l'année 1699, le détail suivant est donné dans l’article de Martine Plouvier : 116 maîtres, 187 familiers et 240 chevaux, et enfin pour 1738 : 130 maîtres, 160 familiers et 180 chevaux. La durée des sessions n’excède pas cinq jours. Le Chapitre général joue un rôle déterminant dans la conduite des affaires. Il gère le présent et pense l’avenir. Ses délibérations portent sur les grands intérêts généraux de l'ordre, et il doit souvent intervenir pour rappeler le principe de l'uniformité. Le gouvernement de l’ordre, qui s'étend du Portugal à la Suède, de l'Irlande à l'Estonie et de l'Écosse jusqu'en Sicile, devient une affaire complexe. Il est nécessaire de mettre en place un comité exécutif restreint, le « Definitorium », institué par le Chapitre général de 1197. Sa composition et l’étendue de ses pouvoirs sont à l’origine de graves dissensions entre l’abbé de Cîteaux et les abbés de La Ferté, de Pontigny, de Clairvaux et de Morimond, les quatre premiers pères.
En 1265, au plus fort du conflit, le pape Clément IV doit intervenir pour mettre un terme à cette lutte de pouvoir, en proclamant la bulle « Parvus fons », plus connue chez les cisterciens sous le nom de « Clementina ».
Les dispositions proposées par le pape pour la désignation et le choix de ses membres ne satisfont pas les premiers abbés, qui estiment qu’elles accordent trop de pouvoirs à l’abbé de Cîteaux.
Il faut la médiation du légat pontifical, le cardinal-prêtre de San Lorenzo, ancien abbé de Cîteaux, pour parvenir à un compromis appelé : l’« Ordinatio cardinalis Sancti Laurentii » (ordonnance du cardinal de San Lorenzo), proposant de nouvelles modalités de désignation des membres, et accepté par le Chapitre général et le pape.
En 1265, la composition officielle du « Definitorium » est fixée à vingt-cinq membres appelés les définiteurs.
Les décisions prises lors de ces assemblées sont rapportées dans des registres appelés « statuta, instituta et capitula ».
Les difficultés inhérentes à l'éloignement des participants, les conjonctures difficiles — dissensions et querelles internes (guerre des Observances, par exemple) ou à des événements externes à l’ordre —, font que le Chapitre général perd une partie de son intérêt et connaît une forte désaffection de la part des abbés dès la fin du XIIIe siècle.
L'abstentionnisme est alors de mise.

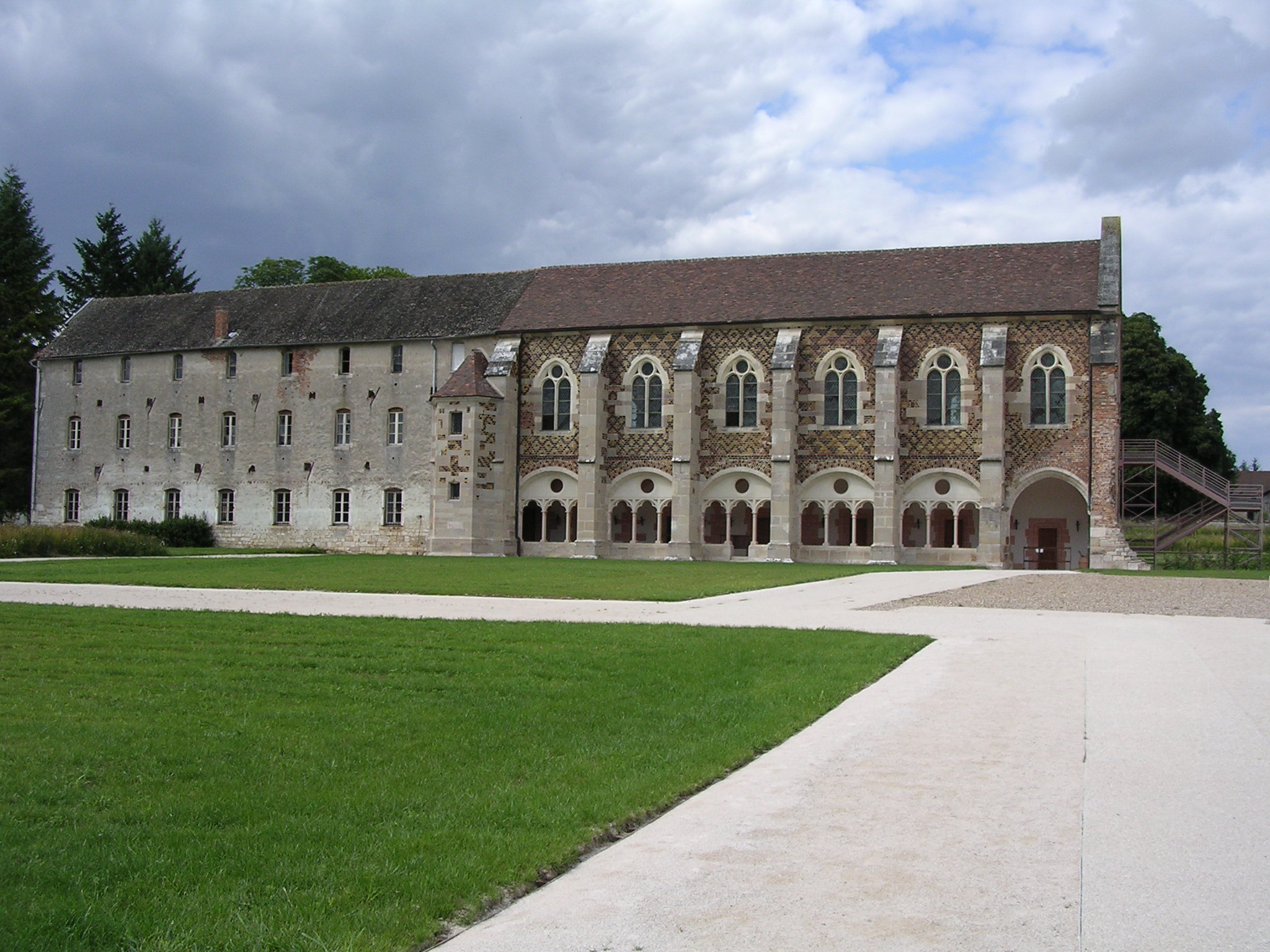
La bibliothèque en brique du XIVe siècle.

La tenue des chapitres est même suspendue pendant les grands événements, tels le Grand Schisme (1378-1417) opposant le pape d'Avignon au pape de Rome, les guerres, les épidémies ou autres fléaux. Il perd sa périodicité annuelle. Les réunions s'espacent régulièrement à partir de 1546 ; on n'en compte que six de 1562 à 1601. Treize chapitres ont lieu au XVIIe siècle et cinq seulement au XVIIIe siècle. Le dernier précédent la Révolution se tient en 1785.
Les débats se tiennent dans la salle capitulaire, grande salle carrée de 19 m de côté, pouvant accueillir environ trois cents sièges.
Le Chapitre général n’attire pas que les abbés. Les puissants désireux d’exprimer leur attachement et leur dévouement à l’ordre rendent visite aux abbés lors de leurs assemblées. Des papes, des rois, des princes, des prélats y siègent. Louis le Gros assiste au Chapitre général de 1128, le pape Eugène III préside celui de 1147 ou 1148. Louis VII dit le jeune et le duc de Bourgogne Hugues III sont à Cîteaux en 1164. Le 16 septembre 1244, l’abbé général reçoit Louis IX, la reine, sa mère la reine Blanche de Castille, ses frères dont le comte de Poitiers Alphonse, le comte de Flandre Thomas II de Piémont, le duc Hugues IV de Bourgogne et six comtes de France.
Le chapitre de l’ordre de Saint-Michel, du 10 juin 1521, est présidé par François Ier, le roi étant accompagné de sa mère, Louise de Savoie, et de nombreux chevaliers. Le roi Louis XIV honore le monastère de plusieurs visites. D’abord en 1648 (ou 1649) où, reçu par dom Vaussin, il assiste au Chapitre général, puis le 12 avril 1650 accompagné d’Anne d’Autriche, du cardinal Mazarin et d'autres seigneurs, et à nouveau en 1683, accompagné de la reine Marie-Thérèse, alors qu’il visite le camp retranché de Saint-Jean-de-Losne. C’est à cette occasion qu’il fait don de la plus grosse des huit cloches de la basilique.
La tenue des Chapitres généraux à Cîteaux confirme l'abbaye dans sa position à la tête de l’ordre. En 1491, l’abbé de Cîteaux est reconnu comme chef d’ordre par 3 252 monastères. Il est le seul à posséder le droit de présider le Chapitre général. C'est aussi le plus grand personnage du clergé régulier en Europe et l'un des plus grands de l'Église de France. L'abbé Jean de Cirey, 46e abbé de Cîteaux, est élevé par Louis XI en 1477 à la dignité perpétuelle de premier conseiller né en son parlement de Bourgogne, en remerciement de sa célérité à se rallier au nouveau maître de la Bourgogne.

### La «guerre des observances»

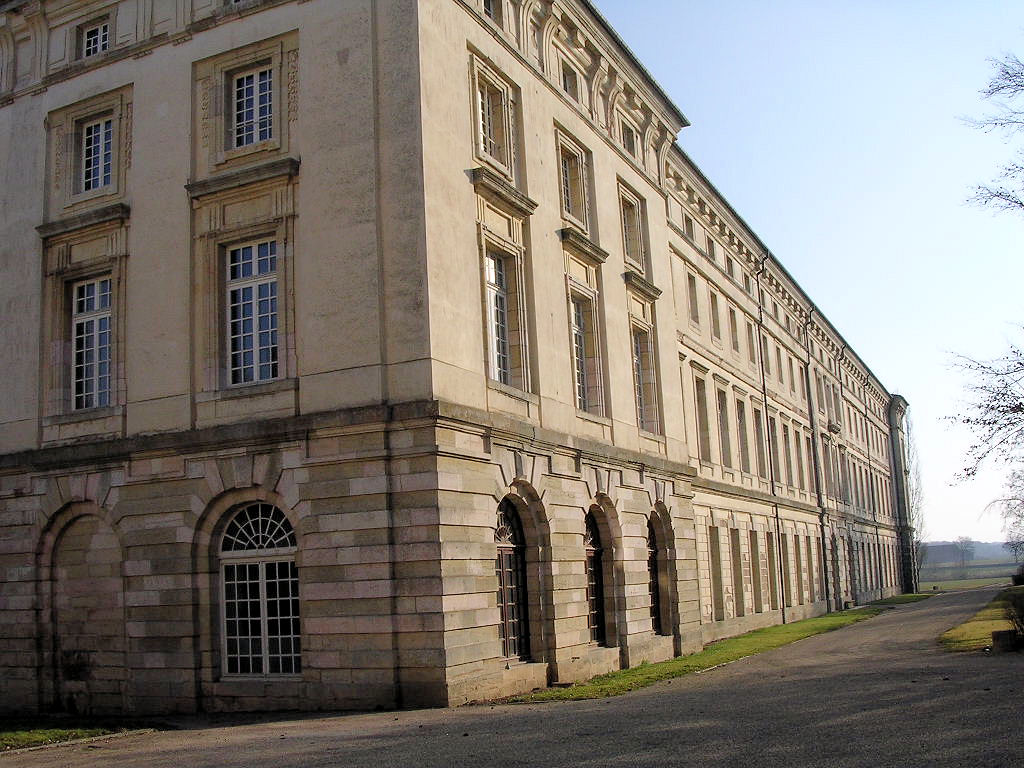
Bâtiment Lenoir XVIIIe siècle.

Le respect de l’idéal prôné par la charte n'est pas un obstacle à la volonté des cisterciens de s’adapter selon les circonstances et à réviser leurs statuts.
À maintes reprises, l’idéal primitif est même quelque peu « bafoué ».
Le temps fait son œuvre et l’Ordre s’éloigne progressivement de l’idéal de perfection qui est le moteur de son rayonnement.
L’Ordre se laisse finalement corrompre par sa puissance.
Sa décadence commence au début du XIIIe siècle. L’abbé Conrad d'Urach, élu en remplacement d'Arnaud II démissionnaire, amorce un mouvement de réforme. En 1493, à son tour, le pape Innocent VIII tente de lutter contre la décadence. Il ordonne à l’abbé de Cîteaux de travailler dans cette voie en collaboration avec les abbés. Les mesures préconisées ne sont cependant pas confirmées par le Chapitre général.
Au début du XVIIe siècle, le Concile de Trente décide d’une réforme entre les monastères réformés qui veulent suivre la règle de l’« Étroite Observance » et ceux non réformés de la « Commune Observance ». La mise en application de cette réforme se fait dans un climat de querelles entre communautés. Entre les partisans de la réforme et les anti-réformistes s’engage une lutte sévère appelée « guerre des observances », qui commence vers 1606. Vers 1620, Louis XIII intervient et demande au pape Grégoire XV de prendre les mesures pour la réforme de l’Ordre.
En 1622, le pape nomme le cardinal François de La Rochefoucauld, ancien évêque de Clermont, pour prendre en main la réforme. En 1634, au plus fort de la discorde, Richelieu est appelé par les supérieurs de l’Ordre et pressé d’accepter le titre de « cardinal-protecteur de l’Ordre ».
Richelieu accepte la proposition et reçoit le 22 décembre 1635 les lettres patentes de confirmation du roi. Le 15 janvier 1636, Richelieu envoie le sieur Froissard, docteur en Sorbonne, pour prendre, en son nom, possession du siège de Cîteaux. Les supérieurs de l’Ordre, qui avaient déclaré qu’ « ils aimaient mieux être fouettés par son Éminence que caressés par La Rochefoucauld », trouvent en Richelieu un ardent défenseur de la réforme. Sa mort le 4 décembre 1642 fait perdre aux partisans de la réforme leur plus puissant et fidèle soutien, même si, dans son testament, le cardinal demandait à Louis XIII de veiller à ce que l'abbé de Cîteaux soit un religieux de l'Étroite Observance. La guerre des observances s'apaise à partir de 1666, quand le pape Alexandre VII promulgue la bulle « In Suprema » destinée à rétablir la paix dans l’Ordre. Cette bulle est toutefois rejetée par le Chapitre Général du 19 mai 1672.

### L’abbaye face aux calamités

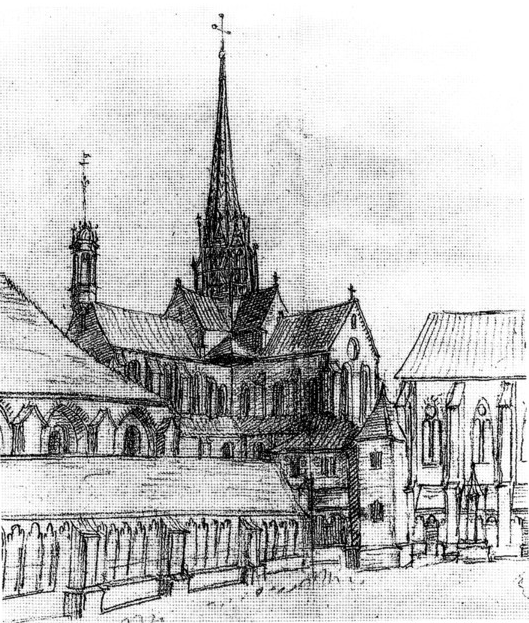
Le petit cloitre en 1613 (Étienne Martellange).

Toute l’abbaye, hormis l’église, brûle en 1297.
Les saccages se succèdent de siècle en siècle. En 1350 et 1360, sévissent les routiers, et cinq ans plus tard routiers ou Grandes Compagnies réapparaissent.
Chaque fois les moines trouvent refuge à Dijon. Le rattachement du duché de Bourgogne à la couronne de France coûte, en 1476, une nouvelle dévastation de l’abbaye par les troupes du duc Maximilien, qui occupent Beaune.
Les guerres de religion font de l’abbaye la cible des colonnes de militaires : à la fois un objectif religieux, mais aussi une source de richesses.
En 1574, l’abbaye connaît le pillage des huguenots avec, à leur tête, le prince Henri de Condé et le duc de Bavière Jean Casimir. Il en coûte 3 000 écus de rançon à l’abbé pour éviter une ruine complète. En 1589, les soudards du duc de Charles de Mayenne, chef des ligueurs et gouverneur de Dijon, passent par Cîteaux et s’en prennent à l’abbaye. Ils sont suivis de près par ceux du comte de Tavannes, le chef du parti huguenot. Ils emportent les cloches de la basilique, pour être transformées en canons, ainsi que les chevaux, les juments, les bœufs, les moutons, les meubles, le linge, la vaisselle, le vin et autres denrées. En 1595 la guerre fait rage entre Henri IV et le duc de Mayenne. Un détachement du maréchal Biron, duc et pair, compagnon d’Henri IV, chargé de prendre aux ligueurs des places fortes de Bourgogne, dont celle de Beaune, passe par Cîteaux, qui est une nouvelle fois saccagée. La couverture de plomb qui recouvre la basilique est arrachée. L’abbaye possède alors un haras de juments comptant cent mères portantes. Après leur départ, il n’en reste plus que cinq ou six.
Pour relever les ruines, les moines vendent quelques-unes de leurs propriétés : Pommard, Ouges, etc. Par lettres patentes, Henri IV reconnait à 200 000 livres le montant des dégâts subis par l’abbaye de 1590 à 1595.
Un demi-siècle plus tard, en 1636, les troupes de Gallas font une intrusion dévastatrice dans une Bourgogne laissée sans défense par le départ des troupes de Condé, après le siège manqué de Dole. L’abbaye est pillée et les archives détruites en partie. Richelieu pourtant « cardinal-protecteur de l’Ordre » ne fait rien pour relever la Maison-mère de ses ruines.
L’abbé dom Vaussin fait lever des contributions sur les autres monastères de l’ordre pour restaurer le monastère fondateur.

### Le temporel de Cîteaux

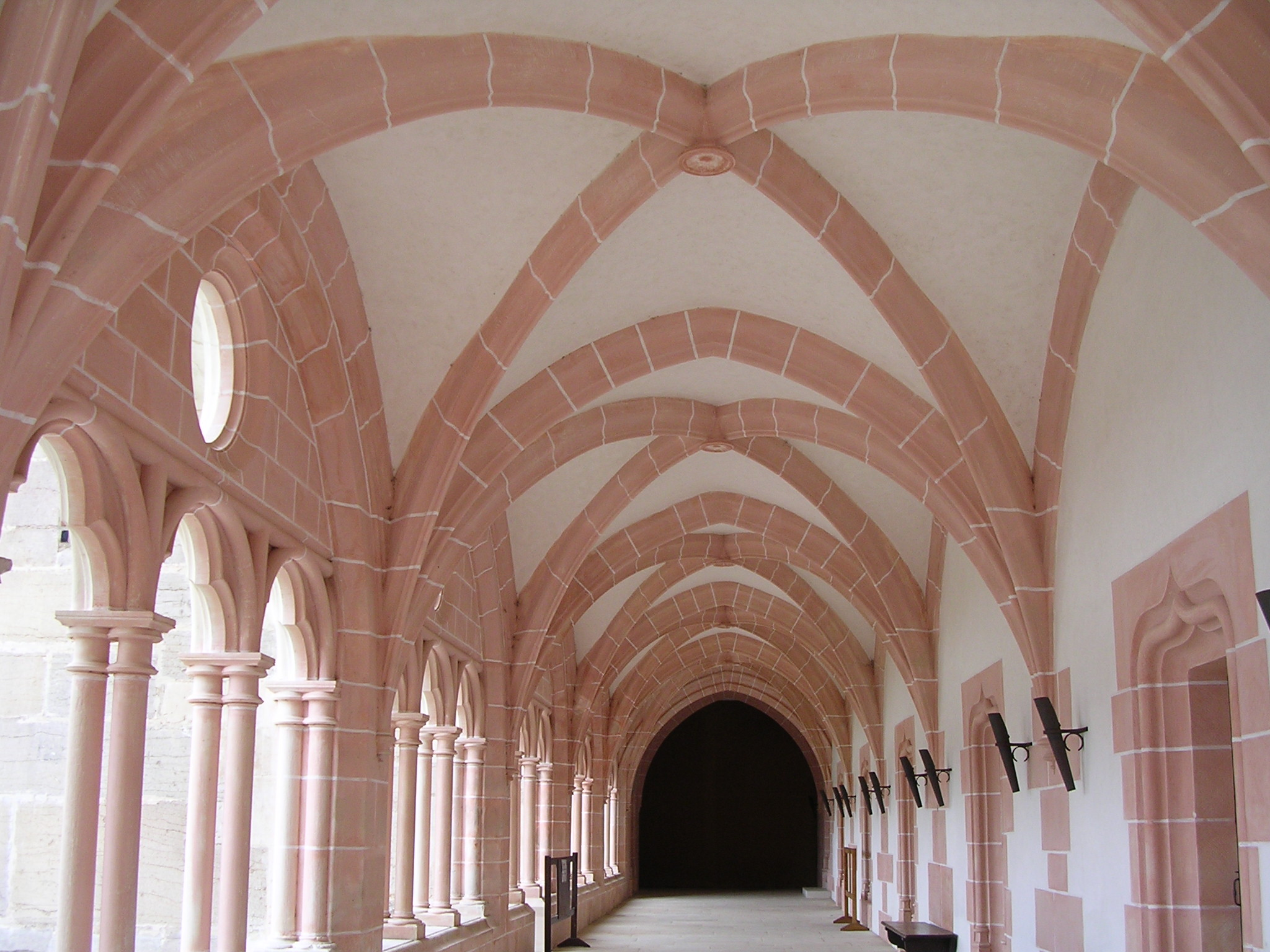
Abbaye de Cîteaux : galerie de la Bibliothèque. Bâtiment classé monument historique. (Restauré).

Déployant de grands efforts, les premiers Cisterciens prouvent leur capacité à affronter un milieu naturel hostile, à apprivoiser l’eau et à modeler le paysage afin d’assurer leur subsistance.
Le concours de généreux donateurs (des princes, des seigneurs, des bourgeois, mais aussi des hommes plus simples qui prennent l’habit de convers) est précieux.
L’idéal de la Carta caritatis les privant des revenus classiques, (cens, dîme…), le bénéfice des dons qu’ils reçoivent leur permettent de constituer un vaste espace territorial nécessaire à la solidité de leur économie.

#### Les granges du monastère
L’éloignement de certains domaines — indispensables à l’obtention d’une diversité des productions : vignobles, terres céréalières, pâturages, bois — étant un obstacle à une exploitation directe, les moines créent de petites unités territoriales dispersées, appelées granges, dont la mise en valeur est confiée aux frères convers.
Il s'agit de domaines ruraux cohérents avec bâtiments d'exploitation et d'habitations, regroupant des équipes de convers spécialisés dans une tâche et dépendants d'une abbaye mère.
Cîteaux en est l’illustration.
Les moines ont créé une première couronne d’exploitations à proximité immédiate de l’abbaye : les granges de La Forgeotte, Saule, la Grange Neuve, La Borde, La Loge, Bretigny, Folchétif, Tarsul ; puis plus éloignées, se trouvent les granges de Rosey, Gergueil, Crépey, Meursault, Moisey, Aloxe, Détrain, Gilly-lès-Cîteaux, Ouges, Tontenans. Certaines sont à vocation purement viticole dont le célèbre Clos de Vougeot, fondé avant 1110 sur un terrain en friche donné par les chevaliers de Vergy.
« Bonum vinum ».
Un secteur de l’agriculture où les moines ont particulièrement brillé est celui de la viticulture.
Elle est l’une des réussites les plus importantes qui n'appartiennent pas seulement aux cisterciens mais à toutes les communautés monastiques.
Portés par un intérêt particulier à la vigne qui s’inscrit naturellement dans la doctrine spirituelle de l’Église pour différentes raisons dont les plus évidentes sont que la communion exige le vin et que saint Benoît lui-même donna son accord, agrémenté, il est vrai, de quelques réserves : « une hémine de vin par jour peut suffire », les moines sont les maîtres incontestés de la viticulture pendant des siècles et la diffusent partout où ils s’installent. Leur rôle est dominant dans la sélection des cépages et le perfectionnement de la vinification.
La vigne de Meursault, reçue au moment de leur établissement en 1098 de leur donateur, Eudes Ier de Bourgogne, ne couvrant pas leurs besoins, les moines de Cîteaux ont recours à de nombreuses acquisitions et reçoivent d’autres donations de vignes sur la Côte.

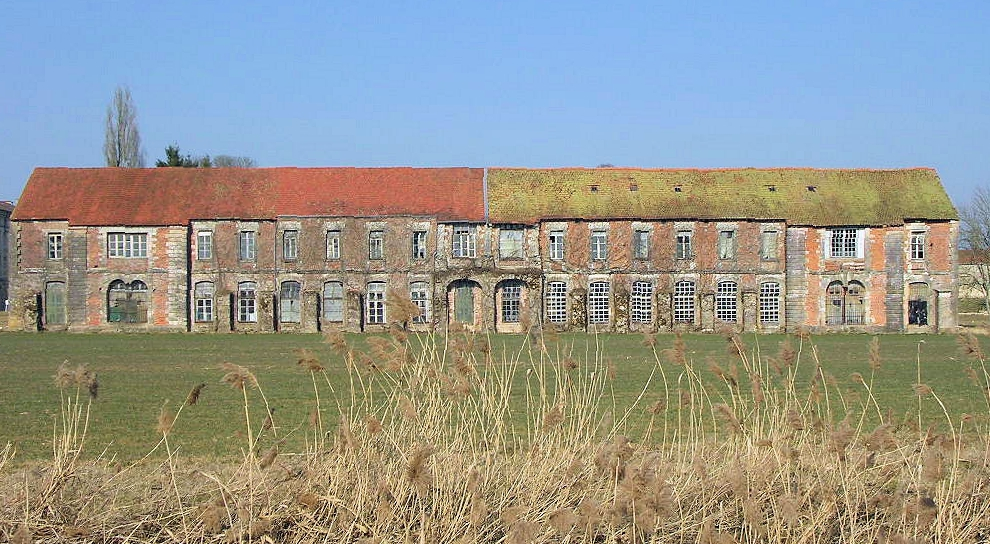
Abbaye de Cîteaux : le définitoire du XVIIe siècle, classé monument historique.

La production est à l'époque très différente des standards actuels en œnologie.
Ainsi, le vin produit par les vignes que possèdent les moniales cisterciennes de l'abbaye de Tart sur la Côte, à Morey à Dijon à Beaune et peut-être à Bouze, est « pour l'essentiel du vin blanc, acide et vert, faible en degré alcoolique, aidant à la digestion des viandes rôties et faisandées consommées alors par les riches. Ces vins qui ne tiraient sans doute pas plus de 6° ou 7° ne se conservaient pas longtemps et voyageaient difficilement».
Les granges cisterciennes optimisent les capacités de production agricole et viticole en introduisant une spécialisation de la main-d'œuvre.
Chaque grange est exploitée par cinq à vingt frères convers, au besoin aidés d'ouvriers agricoles salariés et saisonniers.
Les phases de développement se succédant, le temporel de Cîteaux devient un ensemble aux dimensions exceptionnelles et confèrera à l’abbaye une réelle puissance économique.
Un siècle après la fondation de Cîteaux, l'ordre compte plus de mille abbayes, plus de six mille granges réparties dans toute l'Europe et jusqu'en Palestine.

#### Le génie hydraulique à Cîteaux

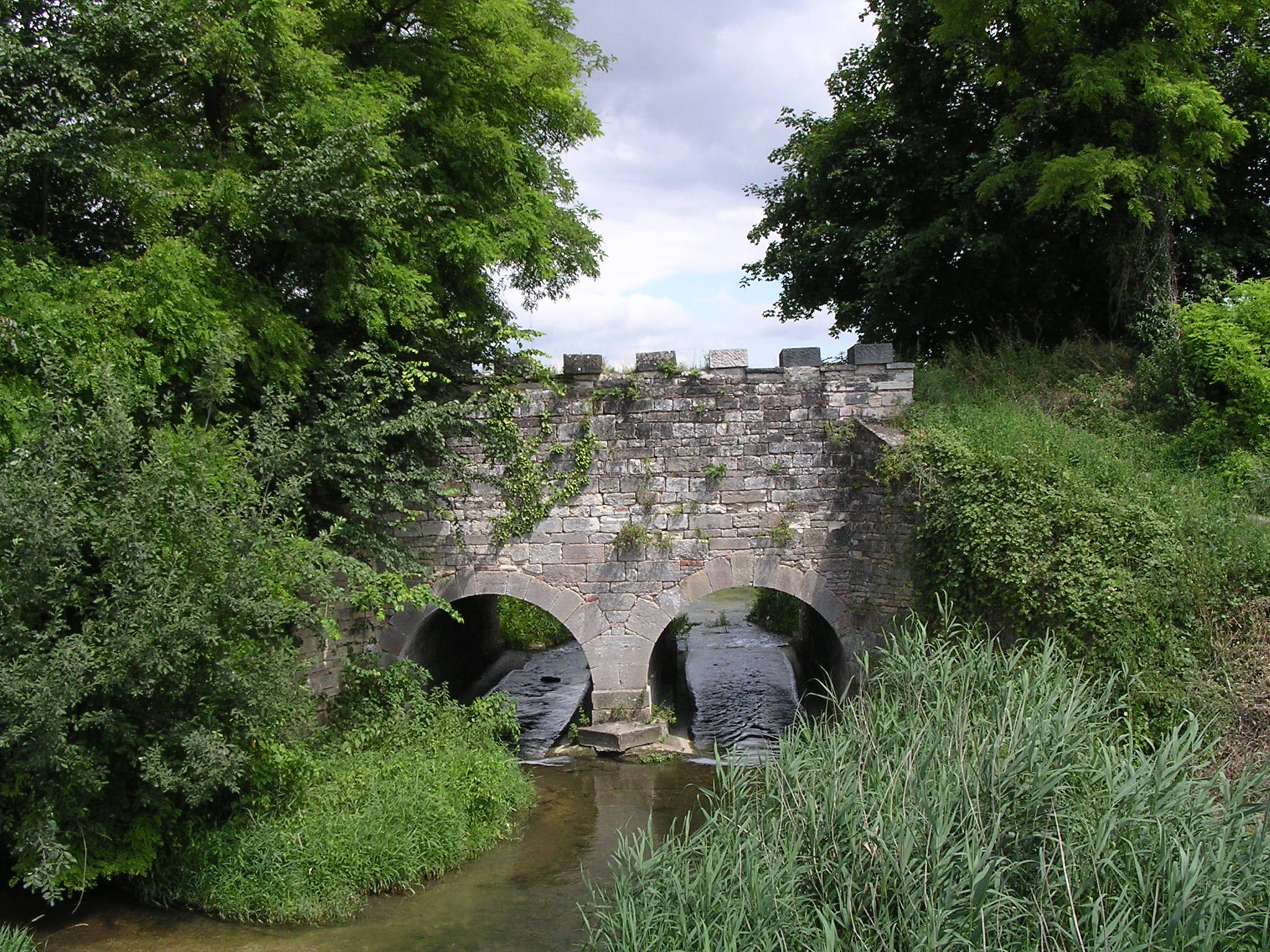
Le pont-aqueduc des Arvaux, commune de Noiron-sous-Gevrey. La Varaude coule sous les deux arches, la Sansfond canalisée coule au-dessus.

La règle bénédictine veut que chaque monastère doive disposer d'eau et d'un moulin.
L'eau permet de boire, de se laver et d'évacuer ses déchets.
C'est pourquoi les monastères sont en général placés le long d'un cours d'eau.
Quelquefois établis en des points où le précieux liquide fait défaut ou n'existe pas en quantité suffisante, ils doivent se spécialiser dans le génie hydraulique et construisent barrages et chenaux pour amener l'eau jusqu'à leurs moulins.
Les moines de Cîteaux se sont initialement installés près du ru du Coindon, insuffisant pour couvrir leurs besoins.
Sous l'abbatiat d'Albéric, ou Aubry, (1099-1108), cette difficulté d'approvisionnement en eau oblige à déplacer l'abbaye de 2,5 km pour s'établir au confluent du Coindon et de la Vouge,.
En 1206, il faut encore augmenter le débit hydraulique et un bief long de 4 km est creusé sur la Vouge, mais cette dérivation se révèle toujours insuffisante.
Les moines, après avoir négocié le passage au duc de Bourgogne et au chapitre de Langres, s'attaquent alors, non sans difficultés, au chantier du détournement de la Sansfond (ou Cent-Fonts), qui leur assurera un débit régulier de 320 litres par seconde.
Le chantier est considérable : en plus de creuser un canal long de 10 km à partir du village de Saulon-la-Chapelle, les moines doivent réaliser le pont des Arvaux, un pont-aqueduc de 5 m de haut, permettant le passage du canal au-dessus de la rivière Varaude.
Vers 1221, l'eau du canal arrive dans le monastère, et le résultat est à la hauteur des efforts engagés. Les travaux augmentent considérablement le potentiel énergétique de l'abbaye : avec une chute d'eau de 9 mètres, au moins un moulin et une forge sont installés sur le nouveau bief.
Ces eaux, renforcées par les eaux du bief de la Vouge et du ru du Coindon, circulent au moyen de canalisations souterraines sous l’ensemble des bâtiments : logis ducal, bâtiment des convers, réfectoire, cuisine, et noviciat pour alimenter ensuite un canal à ciel ouvert.

#### L’économie du monastère
L’économie du monastère n'est pas toujours florissante et connaît des périodes difficiles. En 1235, l’abbaye est couverte de dettes. En 1262, le monastère fait à nouveau face à une grave crise financière, la tenue des réunions annuelles du Chapitre général étant source de grandes dépenses. Le Chapitre général autorisera l’abbé de Cîteaux à mettre à contribution les autres monastères de l’Ordre.
À la fin du XIIe siècle, les cisterciens, à la tête d’un domaine de quelque 5 000 hectares, ont jeté les bases du temporel.
Le grand atlas de Cîteaux, conservé aux archives départementales de Dijon (11H138), permet de connaître le détail des propriétés de Cîteaux en 1718. Elles se décomposaient alors comme suit :
- enclos de Cîteaux : 20 hectares ;
- étangs 150 hectares ;
- vignes 120 hectares ;
- prés : 700 hectares ;
- terres de labour : 4 000 hectares ;
- bois : 4 200 hectares dont 2 000 hectares autour de l’abbaye.

Soit au total 9 190 hectares.
En 1726 l’abbaye de Cîteaux comptait 120 000 livres de revenu.
Cette expansion assurera aux Cisterciens une place prépondérante, non seulement au sein du monachisme européen, mais aussi dans la vie culturelle, politique et économique.

### Les bâtiments de l’abbaye auXVIIesiècle

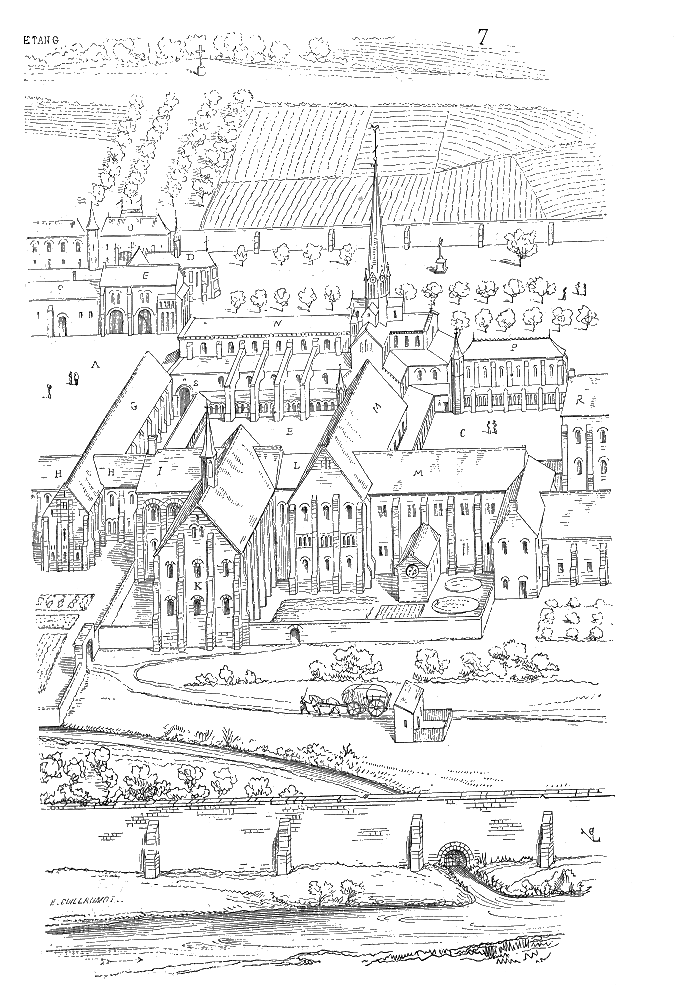
Plan cavalier de l'abbaye de Cîteaux. Issu du Dictionnaire raisonné de l'architecture française du, par Eugène Viollet-Le-Duc, 1856.

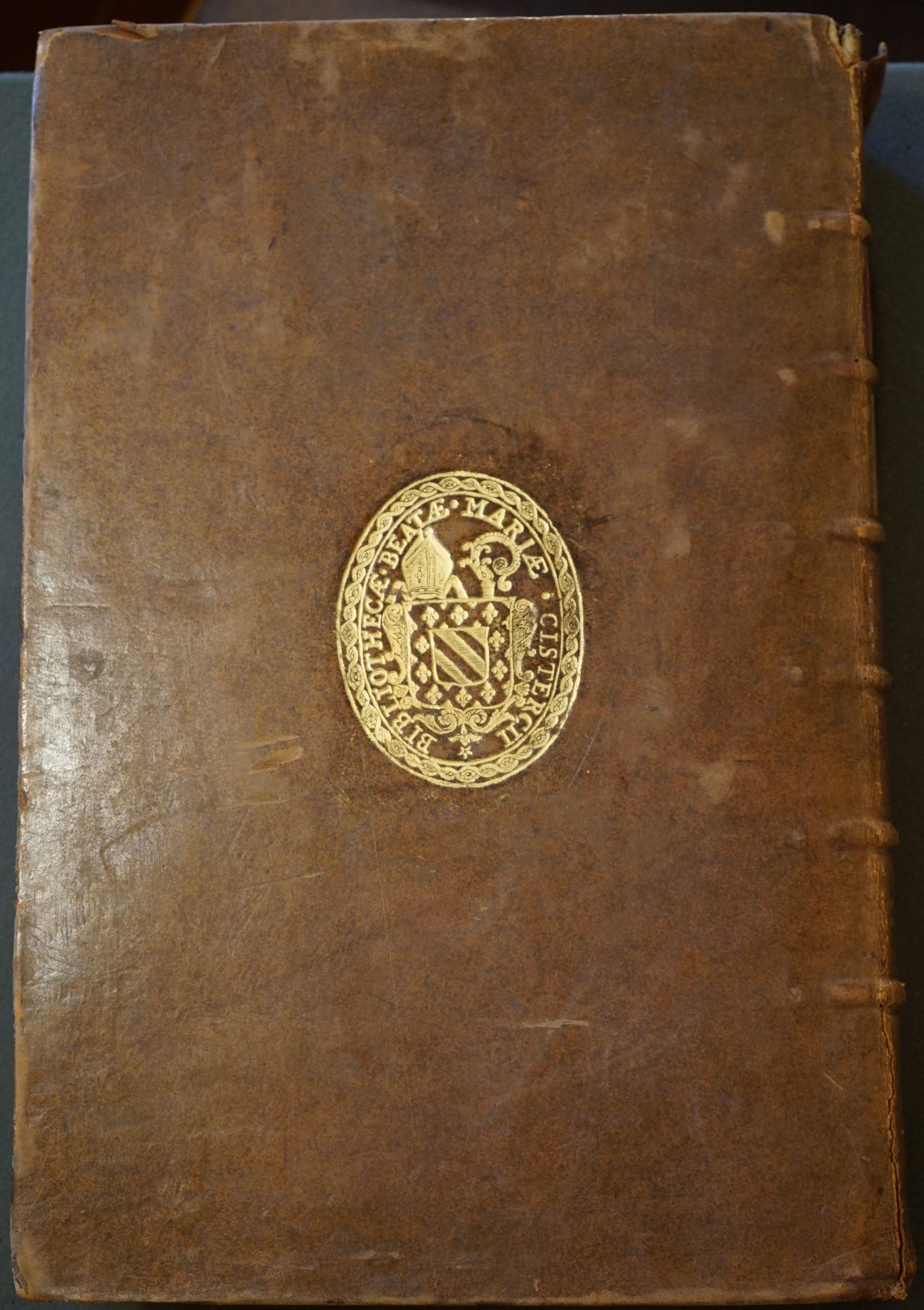
Livre aux armes de l'abbaye provenant de la bibliothèque du monastère, saisie révolutionnaire.

Au XVIIe siècle, Cîteaux se présente comme une petite ville enserrée à l'intérieur d'un vaste mur d'enceinte.
Ses bâtisseurs ont mis en œuvre cette solution comme une réponse architecturale à l’observance du vœu de stabilité selon la Règle de saint Benoît :

« L’âme est en danger quand le moine est en dehors de son monastère, le cénobite court des risques quand il s’éloigne de sa communauté. »

Cette règle veut que tout le nécessaire se trouve à l’intérieur du monastère, le mur d’enceinte protégeant du monde extérieur de vastes constructions qui étonnent par leur importance. Mais Cîteaux, chef d’Ordre, n’est pas une abbaye quelconque.
Elle se doit de recevoir décemment, non seulement les délégués du chapitre annuel, leurs familiers, les chevaux, mais aussi la famille ducale, et d'héberger les novices.
Ces obligations ont influé sur l'infrastructure d'accueil qui doit répondre à ces besoins.
Au nord, la porterie s’ouvre sur une première cour appelée « basse-cour », fermée sur son pourtour par de vastes bâtiments destinés aux hôtes et aux étrangers.
À son extrémité sud, une seconde porte, dont l’étage était réservé au logement des duchesses de Bourgogne, donne accès à une grande cour d’honneur fermée sur sa partie sud par le logis des ducs de Bourgogne.
Cette cour comprend des dépendances qui ne sont utilisées qu’au moment du Chapitre général.
Les bâtiments conventuels s’organisent principalement autour de trois cloîtres ; le grand Cloître, le cloître du Colloque et le cloître saint Edme.
Autour de chacun de ces trois espaces clos s’ordonnent les lieux réguliers : église, salle capitulaire ayant la fonction de salle d'assemblée législative et de tribunal, parloir, chauffoir, réfectoire, cuisine et dortoir.
De l’église érigée au XIIe siècle, centre de la vie spirituelle du monastère, longue de cent deux mètres et dont la nef mesurait onze mètres cinquante de large, il ne reste déjà plus rien en 1807. À l'est du cloitre saint Edme, le logement de l'abbé général, qui était éloigné de sa communauté. Il est par la suite transféré dans le logement des ducs de Bourgogne. La fin de la période médiévale est marquée par l'achèvement, en 1509, de la construction de la bibliothèque, seul bâtiment de cette époque encore existant sur le site.
Les bâtiments n'ont cessé d'évoluer au fil des siècles pour s'adapter aux besoins.
C’est à la fin du XVIIe siècle, sous l’abbatiat de Dom Jean Petit, qu'est achevé le bâtiment, appelé aussi le nouveau définitoire, comportant des salles voûtées au rez-de-chaussée.
L’étage est affecté au nouveau dortoir des novices.
Ce bâtiment long de quatre-vingts mètres et large de seize, sauvé des destructions révolutionnaires, n’est parvenu jusqu’à nous que dénaturé par les installations industrielles du XIXe siècle qu’il dut abriter.
D’importants et nécessaires travaux de restauration sont conduits sur l’ensemble des bâtiments dans la première moitié du XVIIIe siècle avec les crédits dégagés par la vente des réserves de bois, mais il parait nécessaire à Dom François Trouvé, dernier abbé de Cîteaux, de demander l’autorisation d’une nouvelle vente d’une réserve de bois de 945 arpents, qui se fait en 1762, afin de pallier les nouveaux besoins.
Les architectes Nicolas Lenoir dit « le Romain » et Jean Caristie établissent un projet grandiose de reconstruction.
Le projet n'est réalisé que partiellement, ce qui est réalisé ne représentant finalement qu’une partie de l’immense projet.
Le bâtiment de 100 m de long sur 20 m de large, dit « bâtiment Lenoir » ou encore « logis abbatial », est terminé pour le chapitre de 1771. C'est un des trois bâtiments épargnés par la Révolution, affecté aujourd'hui à la communauté.

### La langue des signes dans la vie monastique
Il règne au sein du monastère une vie austère, ritualisée et réglée par le son des cloches. Prières liturgiques, pratique des vertus monacales, travail et silence, telle est la vocation du moine selon la règle de saint Benoît. Le silence en est un des principes fondamentaux, mis en avant par les premiers pères du monachisme. C'est un élément jugé indispensable pour aider les moines à surmonter le péché qu’ils s’étaient engagés à vaincre. Pour Basile le Grand (329, Césarée - 379), le respect de la règle du silence permet aux novices de développer la maîtrise de soi tout en contribuant aux progrès de l'étude ; pour Benoît de Nursie, c’est « l’instrument des bonnes œuvres ».
Pourtant, pour la bonne marche de leurs occupations quotidiennes ponctuées par le travail, la méditation et le repos, les religieux ont à échanger des informations.
Ils ont élaboré un moyen qui ne perturbe pas le silence des autres en utilisant un langage qui semble remonter au tout début du monachisme : la langue des signes monastique.
Il est probable que Robert de Molesmes avait adopté, et adapté, l’un de ces systèmes à Molesmes, système ensuite transmis au nouveau monastère de Cîteaux.
Ce système doit permettre la transmission d’informations pratiques en silence plutôt que d’être un outil de communication.
Une liste de Clairvaux répertorie 227 signes, qui couvrent les domaines de la vie monastique : la nourriture, la boisson, les objets liturgiques et ecclésiastiques, les membres de la communauté, les bâtiments, les ustensiles, etc.
Des lexiques de ce type, plus ou moins longs, sont également utilisés tous les jours dans les autres monastères de l’Ordre.
La rigueur de la règle rend son application difficile et les moines se montrent réticents à l’appliquer.
Ainsi, le Chapitre général met plusieurs fois la communauté en garde contre ce langage également utilisé pour les conversations plus futiles voire les plaisanteries.
L’application de la règle, se relâchant au fil des siècles, entraîne la disparition de ce système de langage par signes : au XVIIe siècle, pratiquement plus aucun monastère ne l'applique significativement.
La réforme de la Stricte Observance, du père Armand de Rancé de l'abbaye de La Trappe à partir de 1664, lui redonnera un nouvel élan.

### La nécropole de Cîteaux

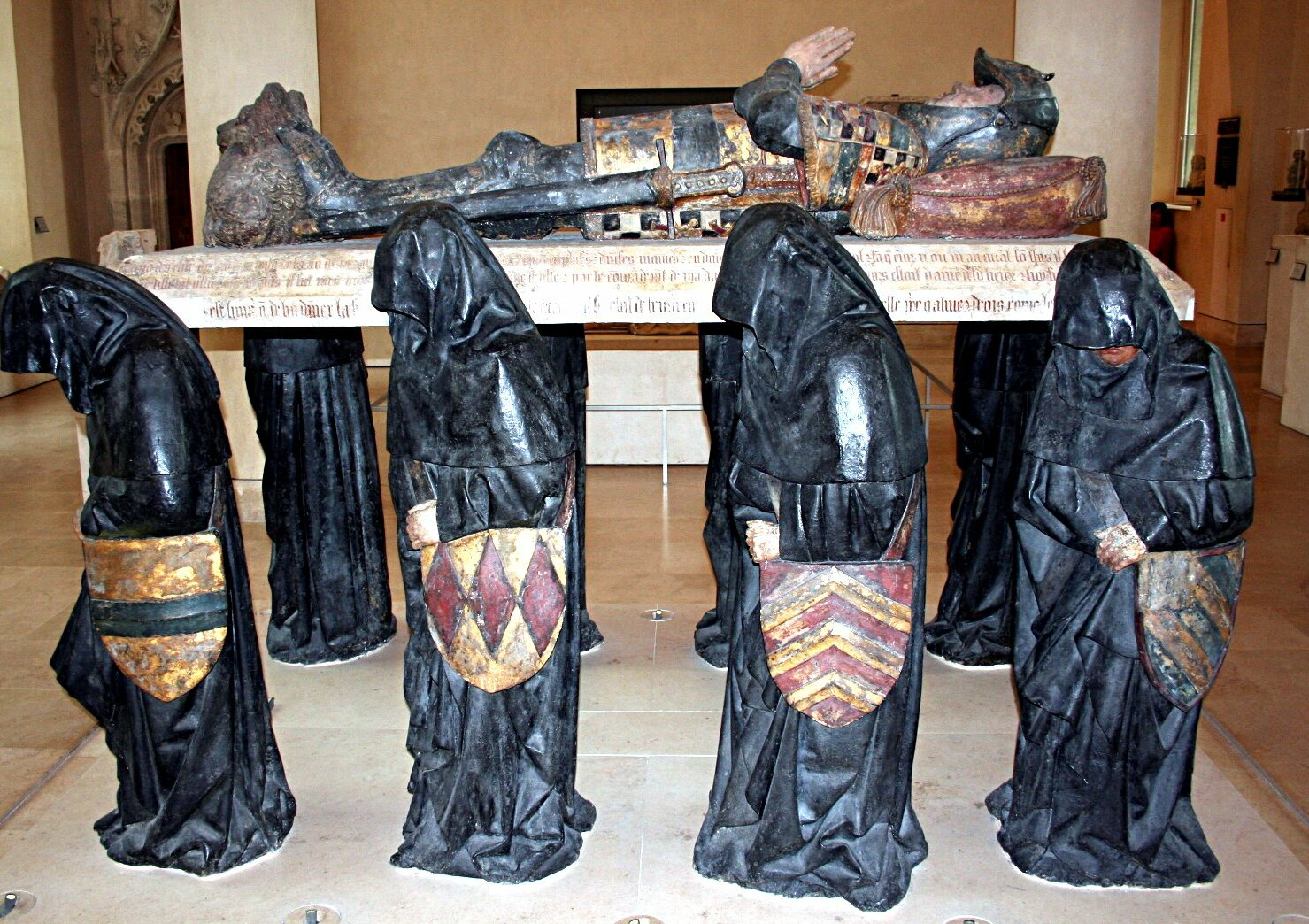
Tombeau de Philippe Pot et ses pleurants, Paris, musée du Louvre.

La renommée du monastère est telle que les ducs de Bourgogne de la première génération, les descendants d’Hugues Capet, choisissent ce haut-lieu de la chrétienté pour sépulture.
Plus de soixante membres de la Maison de Bourgogne y seront ensevelis.
Parmi la longue liste citons : Eudes Ier, mort en 1102 en Palestine, qui, transporté, est inhumé en 1103, son fils Hugues II († 1143), son fils Henri de Bourgogne († 1178), évêque d’Autun, Eudes II († 1162) ainsi que son fils Hugues III, mort en 1192, à Tyr, Eudes III mort en 1218 à Lyon, et citons également le dernier de la lignée des ducs capétiens, Philippe de Rouvres († 1361).
Ainsi que des personnages célèbres et moins célèbres tels : le bienheureux Alain de Lille, docteur universel, convers de Cîteaux († 1202 ou 1203), Bernard de Clairvaux, Guy de Bourgogne, archevêque de Vienne et légat du pape, devenu lui-même pape sous le nom de Calixte II, († le 10 décembre 1124), Robert de Bourgogne, comte de Tonnerre († 1315), Agnès de France, fille de Louis IX, Perrenot de Champdivers († 1348) bourgeois de Dijon, Philippe de Vienne, († 1303), seigneur de Pagny, Philippe Pot, († 1494) sénéchal de Bourgogne, et bien sûr prélats, prieurs et religieux.
Durant des siècles, les plus précieux monuments et les sanctuaires les plus chers ont offert aux vénérables une paix éternelle en ce lieu.
Mais l'abbaye est vendue sous la Révolution.
L'adjudicataire en a fait son profit : tombeaux et pierres tombales sont saccagés : (Voir encart : L’outrage fait aux sépultures).
Seul vestige rescapé, le célèbre tombeau de Philippe Pot, exclu de la vente comme bien national, est aujourd’hui visible au musée du Louvre.

### Dom François Trouvé, dernier abbé de l’Ancien Régime
Fils du président du grenier à sel de Champagne-sur-Vingeanne, dom François Trouvé nait en ce lieu en 1711. Après avoir quitté Cîteaux, François Trouvé se retire chez son neveu Barthélemy Trouvé à Vosne-Romanée. C’est là qu’il trouve la mort le 26 avril 1797. Ancien moine de Cîteaux et alors qu’il était prieur de l’abbaye de la Clarté Dieu, il est élu le 25 novembre 1748, à l’âge de trente-sept ans, abbé de Cîteaux par les religieux de l’abbaye ayant droit au vote, et 45 prieurs ou abbés de l’Ordre.
Martine Plouvier dans le chapitre « Un chantier permanent » nous livre des témoignages de contemporains de François Trouvé, repris ci-après, qui laissent entrevoir un personnage contrasté.
Parmi les qualités reconnues par ses proches et les anciens de Vosne-Romanée, l’abbé dom F. Trouvé était décrit comme un homme charmant et d’une grande bonté.
Mais, comme L.B. Baudot l’a écrit, reprenant les propos de Dom Deprenier, gouverneur du Petit-Cîteaux, s'il « avait de l’esprit et beaucoup de facilités pour faire un abbé illustre », « ces qualités n’avaient aucun effet à cause de son amour pour l’intérêt et le despotisme ».
Selon l’abbé Piot, curé de Corcelles-lès-Cîteaux, c’était « un homme au port noble, au jugement exquis, maniant bien la parole, […] économe jusqu’à la lésinerie dans sa maison, grand dans l’appareil, soit dans les repas publics qu’il a donnés au prince de Condé lors des États tenus à Dijon, lors des chapitres ou dans d’autres occasions. »
Un religieux de la maison rapporte qu’après son élection, F. Trouvé craignait d’être empoisonné, comme cela arriva en 1671 à dom Jean Petit, l’un de ses prédécesseurs, au moment des querelles de la réforme, et qu’il prendrait longtemps des antidotes.
D’autres propos ou témoignages dévoilent une facette plus inquiétante du personnage. Une lettre du nonce à Rome du 4 novembre 1771 parle de lui en ces termes :

« Il conviendrait de réprimer l’insolence de l’abbé Dom Trouvé que tous regardent comme un mauvais sujet, dilapidateur des biens de l’Ordre. Il en a été plusieurs fois question comme je l’ai appris et dans le conseil on a fait des vœux ardents mais l’argent qu’il a semé et le vin excellent dont il a régalé, lui ont procuré à la Cour des protecteurs suffisants. »

Les journaux révolutionnaires de l’époque qui révélèrent qu’il fit enfermer en 1783 Dom Patouillot pendant 18 mois dans une cage de bois de 2,60 m nous le montrent sous un jour impitoyable et cruel.
Les mauvais traitements de moines à la forte personnalité pouvant menacer l’autorité de l’abbé ne sont pas des cas si isolés.
Aux XVIIe et XVIIIe siècles, il y eut Dom Duchemin enlevé, Dom Larcher mis en prison, et Dom Cotheret exilé.
Enfin, l’abbé Piot reconnait qu’il avait du mal à gouverner une communauté très indisciplinée qui comptait à cette époque 51 religieux, dont 27 prêtres, 13 non prêtres et 11 convers.

### L'abbaye pendant la Révolution française

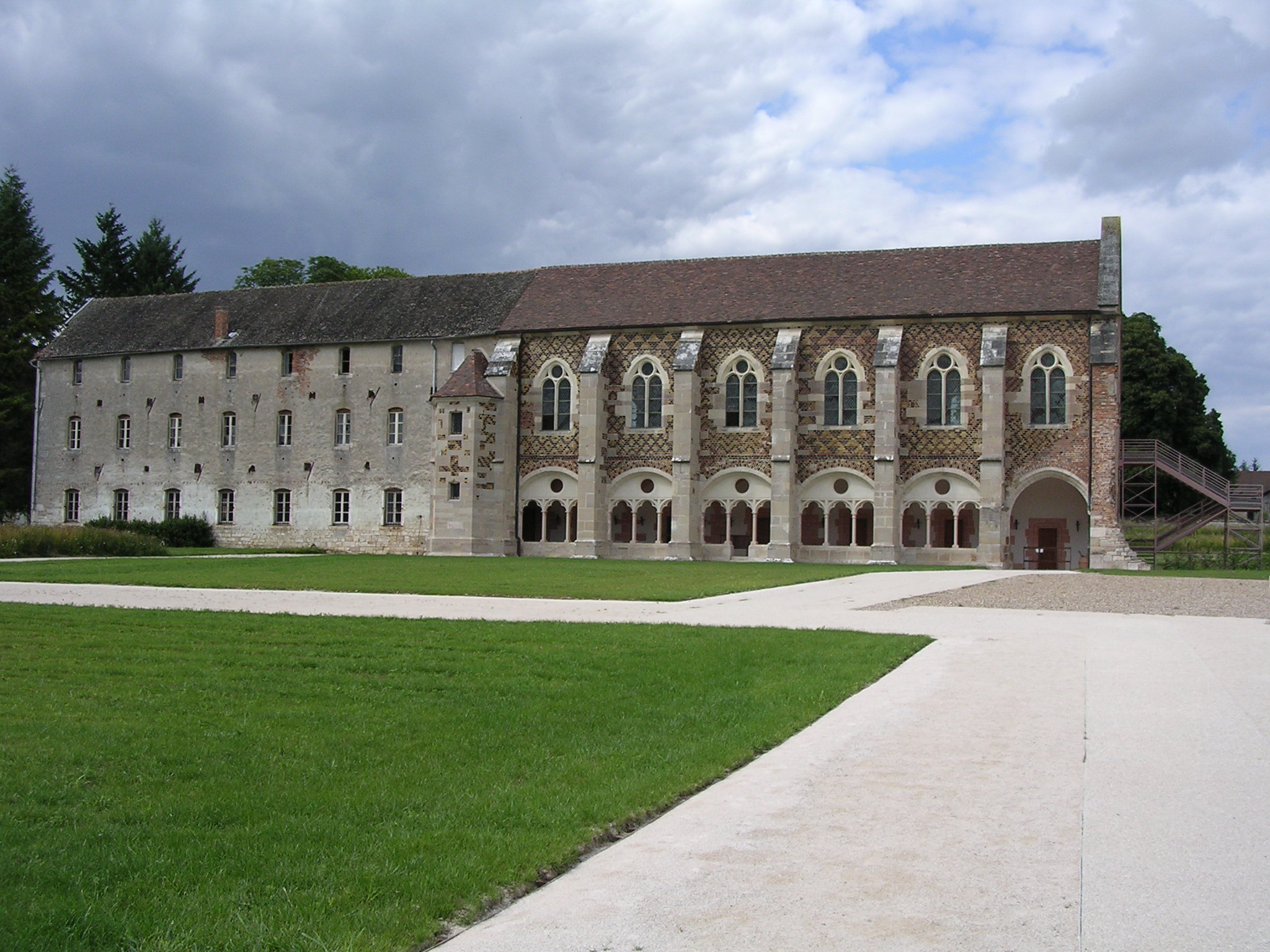
Abbaye de Cîteaux. La bibliothèque du. Classée monument historique.

Dans la situation tumultueuse qu’installe la Révolution, Talleyrand, évêque d’Autun, député aux États généraux, membre du Comité de Constitution de l'Assemblée nationale, donne le 10 octobre 1789 sa « Motion sur la nationalisation des biens ecclésiastiques ». Cette proposition, adoptée par les députés le 2 novembre 1789, met tous les biens ecclésiastiques à la disposition de la nation française. Le 13 février 1790 sonne l’heure de la chute ; l’Assemblée décrète l'abolition des congrégations et ordres religieux, et ordonne de procéder à la vérification des comptes de toutes les maisons religieuses.
À Cîteaux, le climat interne devient aussi tumultueux que celui qui règne dans le monde extérieur.
Les relations entre les religieux et Dom Trouvé, à l’autorité déjà fortement contestée, se tendent.
Les moines se réunissent au chapitre et exigent de l’abbé, afin de garantir leurs droits, qu’il rende ses comptes et qu’il présente l’inventaire exigé par le décret.
Dom Trouvé leur oppose un refus.
La révolte gronde parmi les moines à Cîteaux.
Le 20 avril, il faut l’intervention du gouverneur de Bourgogne, de Bourbon-Busset, pour rétablir la paix.
Le 24 avril, les moines décident de faire appel à des avocats de Dijon pour faire répondre Dom Trouvé de la vente de mobilier, bétail et linge qu’il aurait effectuée en secret.
« Les religieux ne le reconnaissaient plus comme supérieur et voulaient s’emparer de tout. Certains religieux avaient même essayé de soustraire les objets précieux en démolissant la voûte du trésor ». « L’abbaye était en état de guerre».
Le 1er mai 1790, un détachement de quatorze artilleurs du Régiment de La Fère en garnison à Auxonne, envoyé sur décision du Directoire du District, arrive sur place pour rétablir et maintenir l’ordre.
Les 2 et 3 mai 1790, les religieux sont invités à faire part de leur choix entre le maintien à la vie commune ou le retour à la vie privée : sur les quarante-cinq religieux recensés, (auxquels il faut ajouter 7 convers), trente-et-un religieux optent pour la vie privée et 14 pour la vie commune.
Le 4 mai 1790, Dom Trouvé, face à cette révolte, préfère quitter Cîteaux pour l’abbaye de La Bussière. Lorsque le 15 octobre, il veut reparaître au monastère ; craignant pour sa sécurité, il se fait accompagner de deux commissaires du district.
Du 4 au 15 mai a lieu un ensemble d’inventaires.
Le 8 septembre 1790, les moines se livrent au pillage des objets précieux que les commissaires du district ont entreposés.
Le 12, jour où éclate une querelle entre les moines, arrivent les commissaires chargés de faire l’inventaire des objets volés.
Les estimations et ventes de matériels divers ont lieu les 10 septembre, 15 octobre, 7 et 28 décembre 1790.
À la veille de la vente du 24 janvier 1791 concernant 207 instruments aratoires, un nouveau recensement dénombre 15 religieux et 5 convers, tous quittent Cîteaux autour du 10 mai 1791. Les 24 février et 13 mars 1791, les bâtiments et seulement 800 hectares de terre, non compris mobilier et objets précieux, sont estimés à une somme de 482 000 livres.
Les 10 353 volumes qui trouvent place dans la bibliothèque sont enlevés les 29, 30 avril, puis les 3 et 6 mai 1791 dans quatorze voitures chargées avec l’aide des canonniers de La Fère, — parmi lesquels, d’après le témoignage de L.B. Baudot, se trouvait peut-être le lieutenant Bonaparte — pour être déposés dans la salle des Festins, (aujourd’hui salle de Flore au Palais des États de Dijon), lieu de dépôt des livres nationaux du district. Les manuscrits de Cîteaux sont aujourd'hui conservés à la Bibliothèque municipale de Dijon. 
Le 4 mai 1791, Cîteaux est acquis par la société formée à dessein par les nommés Duleu, Dardelin, Bossinot, Latey et Gentils de Dijon contre la somme de 862 000 livres, mais la société est rapidement déclarée en faillite.
Le 31 mai 1791, Jean-François-Xavier Fromme d’Amance, tuteur onéraire des trois petits-enfants de Philippe-Guillaume Tavernier de Boullongne (1712-1791), (connu sous le nom de Boullongne de Magnanville) est mis en possession de l’abbaye pour le compte des enfants.
Il fait aussitôt commencer la démolition systématique des bâtiments pour tirer parti des matériaux.
L’orgue, qui datait de l'abbatiat de Jean XI Loisier (1540-1559) et qui était placé au-dessus de la grande porte d'entrée de l'église, connaît aussitôt un sort funeste : l’étain est vendu et le buffet utilisé comme bois de chauffage.

### Liste des abbés de Cîteaux de 1098 à 1797
Les abbés de Cîteaux sont également conseiller-nés au Parlement de Dijon.

### Religieux célèbres
(liste non exhaustive)
- 1105 ca - 1131 † - Henry de Bourgogne (1087v-1131), second fils du duc Eudes Ier de Bourgogne, inhumé à l'abbaye[62]

### L’abbaye livrée au profane

#### Le temps des Boullongne
Les enfants Boullongne conservent quelques bâtiments. Il leur faut tenir une noble vie à Cîteaux et comme l’abbatiale construite par Dom Trouvé répondait à ce besoin, elle échappe au marteau destructeur. Elle devient le château d'Herminie de Boullongne.
Mariée en 1792 à Bernard-François de Chauvelin, ce dernier se retrouve, par sa femme, propriétaire de cet imposant complexe qu’il convertit en une demeure prestigieuse appelée le château de Cîteaux. À côté du château, Chauvelin fait encore construire en 1814 une grande orangerie.
La bibliothèque du XVIe siècle perd la moitié de ses voûtes lors de sa transformation en 1804 en un théâtre de 500 places. Le bâtiment du définitoire, édifié sous l’abbatiat de Dom Jean Petit (1685) et achevé en 1699, est transformé en sucrerie entre 1824 et 1839 ; elle reçoit les honneurs d’une visite de Casimir Perier en 1829.
Cet endroit est le théâtre d'une nouvelle du Mis de Foudras « Retraite aux flambeaux » in Gentilshommes Chasseurs.
L’entente entre les trois enfants Boullongne ne durera pas. L’an VI (1797-1798), un premier partage met la fille cadette, émigrée, hors de la propriété. En l’An X (1801-1802), Auguste et Herminie Tavernier, malgré la signature d’accords concernant l’indivision, se mettent à se faire des procès qui s’étireront sur plus de trente années. Après 1832, Herminie Tavernier parvient à se défaire de l’indivision et son frère doit se contenter du domaine séparé de La Forgeotte. Après la mort sans postérité de Chauvelin, son mari, devenue seule propriétaire du domaine, elle décide en 1841 de s’en séparer et cherche un acheteur.

### Le rêve fouriériste
Le 7 septembre 1841, Herminie Félicienne Tavernier de Boullongne remet les clés de sa propriété de Cîteaux à Arthur Young, un commerçant anglais. Le nouveau propriétaire doit débourser la somme de 1 500 000 francs. Riche idéaliste, converti à la doctrine de Charles Fourier et aux idées sociales et généreuses qu’elle développe, il n'acquiert Cîteaux que dans l’intention de mettre en application, en grandeur nature, une communauté sociétaire qu’il dirigera avec la féministe belge Zoé de Gamond et qui fonctionnera selon les principes fouriéristes.
Malgré le scepticisme, la méfiance, l’inquiétude, les difficultés rencontrées, et la surveillance dont il fait l’objet, Young parvient toutefois à donner vie à son projet et à « créer une société dans la société », qui porte le nom de phalanstère.
Sa réalisation n’emportera pas le succès escompté, tant s’en faut : sur les 600 personnes qu’il attend, il n’en accueille tout au plus 167 au début de 1843.
Le modèle économique de sa société, tel qu’il l’envisage — selon les idées de Fourier — s’avère non viable, et les difficultés financières ne tardent pas à se faire sentir. Fin 1845, Young est menacé d’une licitation judiciaire. En mai 1846, la débâcle prononcée amène la mise en vente sur saisie du domaine à la demande de deux débiteurs, dont Herminie Tavernier de Boullongne, qui n’avait pas dû recevoir le produit de la vente de 1841.

#### La colonie pénitentiaire du père Rey
Le 25 juin 1846, Joseph Rey, supérieur des Frères de Saint-Joseph, devient le nouveau propriétaire de trois cents hectares de Cîteaux et des bâtiments.
Le retour d’une vie ecclésiastique à Cîteaux fait la joie du curé du village voisin de Prémeaux, qui ne s’en n'est pas caché.
L’abbé, confronté à Lyon aux problèmes sociaux de pauvreté et à l’état d’abandon dans lequel se trouvaient certains enfants, se sentait investi de la mission de leur venir en aide, de reprendre leur éducation pour en faire des « citoyens utiles ».
Trop heureux de trouver dans la formule proposée par le père Rey une solution médiane entre le tout répressif et une coupable mansuétude devant la délinquance des enfants, les pouvoirs publics choisissent d’aider le père Rey dans son entreprise de création d’une colonie agricole pénitentiaire pour enfants. Ils lui accordent une aide financière pour chacun des jeunes gens recueillis, qui permit à la colonie de subsister. Délinquants, orphelins vagabonds y trouvent leur place. Le nombre des pensionnaires accueillis, bien que variable selon les années, atteint le nombre de 1863 en 1874, l’année de la mort du père Rey. Les méthodes éducatives s’apparentent aux méthodes militaires : discipline, ordre, travail, mais respect des jeunes, reconnaissance et récompense. Bâtiments et autres constructions nécessaires à leurs activités sont construits ou adaptés avec les moyens limités dont ils disposent. Le plus gros chantier auquel le père Rey décide de s’atteler est l'élévation d'une nouvelle église, qui prend sa place au sein de la colonie en 1861. Cependant, à partir de 1883, à la suite de rapports qui révèlent de mauvaises conditions d'hygiène, de nutrition et d'enseignement, le Ministère de l'Intérieur n'envoie plus de détenus dans cette colonie.
L'arrêt de la colonie pénitentiaire de Cîteaux intervient à la suite d'un scandale révélé par les journaux anticléricaux Le Progrès de Lyon et Le Petit Bourguignon qui relatent la plainte d'un colon évadé accusant différents frères de crimes pédophiles. Ce scandale de mœurs est évoqué devant l'Assemblée nationale en juillet 1888 et entraîne en septembre 1888 le retrait de la reconnaissance d’utilité publique à la Société des frères de Saint-Joseph décrétée depuis le 6 mai 1853. Le domaine de Cîteaux, abandonné de ses occupants, passe donc aux mains de l’État qui veut en faire uniquement un orphelinat mais il tombe rapidement en déclin.

### La renaissance de l’abbaye

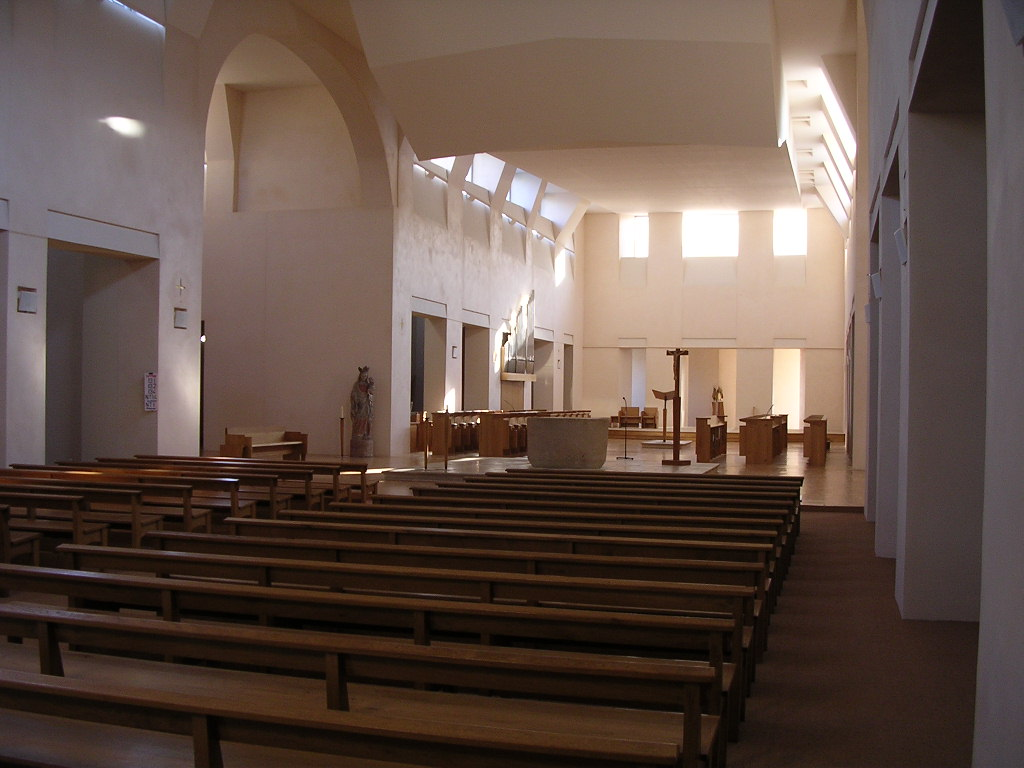
Abbaye de Cîteaux. Intérieur de l'église inaugurée le 21 mars 1998. Architecte Denis Ouaillarbourou.

En 1895, alors que la colonie installée par le père Rey approche de son terme — la suppression légale de la Société des frères de Saint-Joseph qui la faisait vivre est prononcée en 1888 —, dom Sébastien Wyart, alors abbé de Sept-Fons, et Frédéric Oury, évêque de Dijon, nourrissent le dessein de restaurer la vie spirituelle de Cîteaux.
Le 22 août 1898, madame Marie de Rochefort devient la propriétaire du domaine et de ses dépendances qu’elle achète à la Société de Saint-Joseph pour une somme de 800 000 francs, dans le but d’y réinstaller les cisterciens, moyennant une rétribution annuelle.
Elle le loue aussitôt par un bail notarié du 25 octobre 1898 pour 18 ans, contre une rétribution annuelle de 28 000 francs aux cisterciens-trappistes.

#### Une refondation laborieuse
Dès le 2 octobre 1898, les premiers moines pionniers, au nombre de quatre, arrivent de Sept-Fons, et le 9 février 1899 a lieu l’élection abbatiale.
Dom Sébastien Wyart devient abbé général. Il le reste jusqu’au 18 août 1904. Stalles et jubé sont rapidement mis en place dans l’église du père Rey, pour y permettre l’exercice de la vie spirituelle. Le 12 septembre 1899, la nouvelle communauté y célèbre la messe.
L’état du temporel de l’abbaye trouvé par les nouveaux arrivants exige la mobilisation de toute leur énergie. La désolation est partout : l’ancienne église Saint-Nicolas convertie en vacherie, le définitoire incendié, la bibliothèque de 1509 à moitié détruite.
Les premières années sont particulièrement laborieuses. La communauté d’une trentaine de membres, formée d’éléments hétérogènes, n’est pas soudée et sa direction se révèle si délicate que le père supérieur, Stanislas Biesse, préfère quitter Cîteaux le 2 août 1899. La lourde charge de la refondation de Cîteaux revient à l’abbé auxiliaire, le père Robert Lescand. Il arrive à Cîteaux le 6 septembre 1899.
Lors de l'expulsion des congrégations en 1903, les Trappistes furent une des cinq congrégations catholiques masculines autorisées à poursuivre leur activité en France.
En 1913, l’abbaye compte environ vingt-cinq personnes, moines et convers, et fait face à de sérieuses difficultés financières, qui la contraignent à mettre en vente 258 ha du domaine sur les 375 ha dont elle dispose depuis sa réinstallation.
Arrivent ensuite les réquisitions de la Première Guerre mondiale, qui réduisent la communauté à une vingtaine de moines. Une partie des bâtiments de l’abbaye est offerte par le père supérieur, pour y installer un hôpital militaire d’une capacité d’environ 1 000 lits.
En 1921, la communauté retrouve un effectif de 32 personnes.

#### L’abbaye prend son essor
Sous la direction du père Fabien Dütter, la restauration du monastère va bon train. Les bâtiments inutiles sont démolis, on aménage et on modernise le presbytère, l’hôtellerie, la buanderie, l’étable pour plus de quatre-vingts bêtes, une nouvelle fromagerie, le jardin. Mais l’effectif de la communauté ne s’accroît pas pour autant.
Il faut attendre les premières années de la direction de l’abbaye par le père Godefroid Bélorgey (1932-1952), pour que la communauté connaisse un accroissement notable des effectifs avec une importante arrivée de novices. Si la pauvreté règne encore, un effort est fait pour améliorer le confort des moines. L’abbaye, qui compte 88 moines, convers et novices à la veille de la guerre 1939-1945, voit une quarantaine de ses membres mobilisés pour le conflit, et ses locaux servirent d'hôpital militaire aux Allemands, qui s’installent dans l’hôtellerie.
La période de 1899 à 1963 voit se succéder six abbés généraux et quatre abbés auxiliaires, supérieurs de Cîteaux.
Le 15 janvier 1963, faisant suite à une demande du Chapitre général de 1962, le pape concéda un indult modifiant le statut de Cîteaux. Ce document donne le droit à la communauté de Cîteaux d’élire son abbé, comme dans tous les autres monastères. Cet abbé porte désormais le titre d’abbé de Cîteaux et l’abbé général reçut le titre honorifique d’archi-abbé de Cîteaux.
L’église construite en 1861, héritée de la colonie du père Rey, est l’objet d’une rénovation et elle reçoit la consécration de l’archevêque de Dijon le 17 octobre 1970.
Vingt-cinq ans plus tard, sous l’abbatiat de dom Olivier Quenardel, père abbé de Cîteaux de 1993 à 2021, l’église rénovée en 1970 se révèle inadaptée à la prière monastique, cela d’autant plus qu’elle doit être ouverte aux fidèles ; un double accès parait indispensable.
Pour y remédier, la communauté confie à l’architecte Denis Ouaillarbourou la tâche de construire une nouvelle église monastique.
Le chantier commence en mai 1997 et l’inauguration de la nouvelle église a lieu le 21 mars 1998, jour du 900e anniversaire de la fondation de l’abbaye.
L’abbaye a conservé trois bâtiments de la période ancienne. Le plus ancien, la bibliothèque achevée en 1509, en voûte d’ogives.
Le « définitoire », en voute d’arêtes, qui comprend plusieurs salles dont une grande à colonnes centrales, et le dortoir à l’étage et enfin le dernier bâtiment, dit bâtiment Lenoir achevé en 1771. Ces trois bâtiments ont été classés au titre des monuments historiques par arrêté du 28 décembre 1978,.

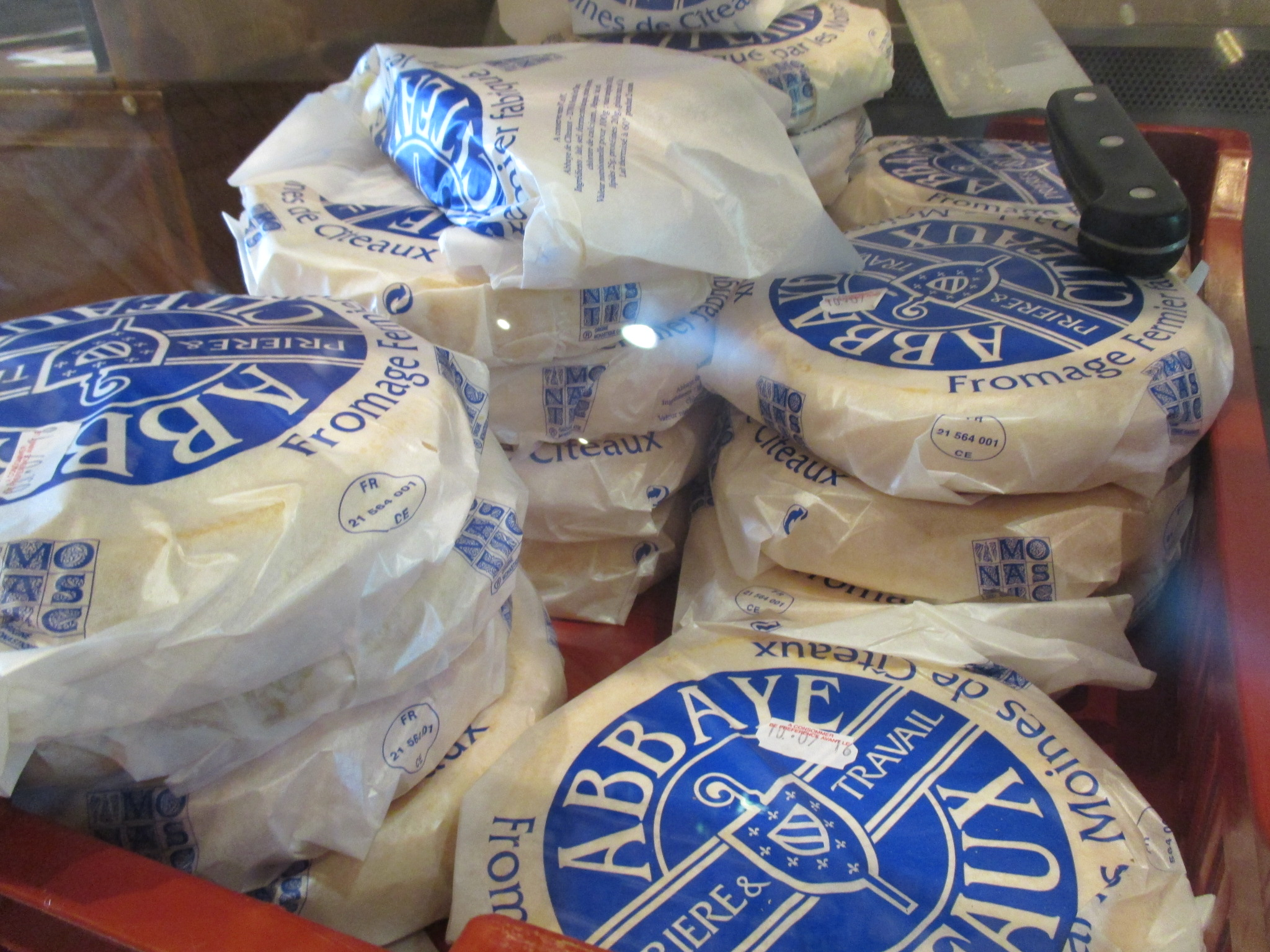
Fromages de la marque Abbaye de Citeaux.

Les visites sont autorisées pour faire connaître la tradition cistercienne, son histoire et sa réalité actuelle. Outre les séjours ordinaires à l'hôtellerie, la communauté organise — trois fois par an — une retraite de six jours, appelée « Aventuriers du bonheur » et destinée aux 18-35 ans. Elle a pour but de faire découvrir un pan de la vie des moines et d'initier ceux qui le souhaitent à leur façon de prier : liturgie, oraison, lectio divina.
Une trentaine de moines sont présents en 2010 à Cîteaux. L'économie repose principalement sur la production du fromage Abbaye de Citeaux, notamment vendu au magasin de l'abbaye. Ce magasin vend aussi des livres et objets religieux, ainsi que des produits d'autres monastères. Des bonbons au miel sont également produits à l'abbaye.
Le 14 septembre 2009, la vie monastique a commencé à Munkeby Mariakloster, pré-fondation en Norvège (dans la commune de Levanger, près de Trondheim), où Cîteaux a envoyé quatre moines.

## Lieu de tournage
En 2018, une équipe de l'émission Secrets d'Histoire a tourné plusieurs séquences à l'abbaye dans le cadre d'un numéro consacré à Blanche de Castille, intitulé Blanche de Castille, la reine mère a du caractère..., diffusé le 5 juillet 2018 sur France 2,.

## Héraldique
Les armes de l'abbaye de Cîteaux se blasonnent : D’azur semé de lys d’or, sur le tout, bandé d’or et d’azur à la bordure de gueules. La fleur de lys est un symbole marial, puissant protecteur chrétien des rois de France, des ducs de Bourgogne, de l'abbaye de Cîteaux, et de l'Ordre cistercien.

Blason de l'abbaye.